# Sottomarino

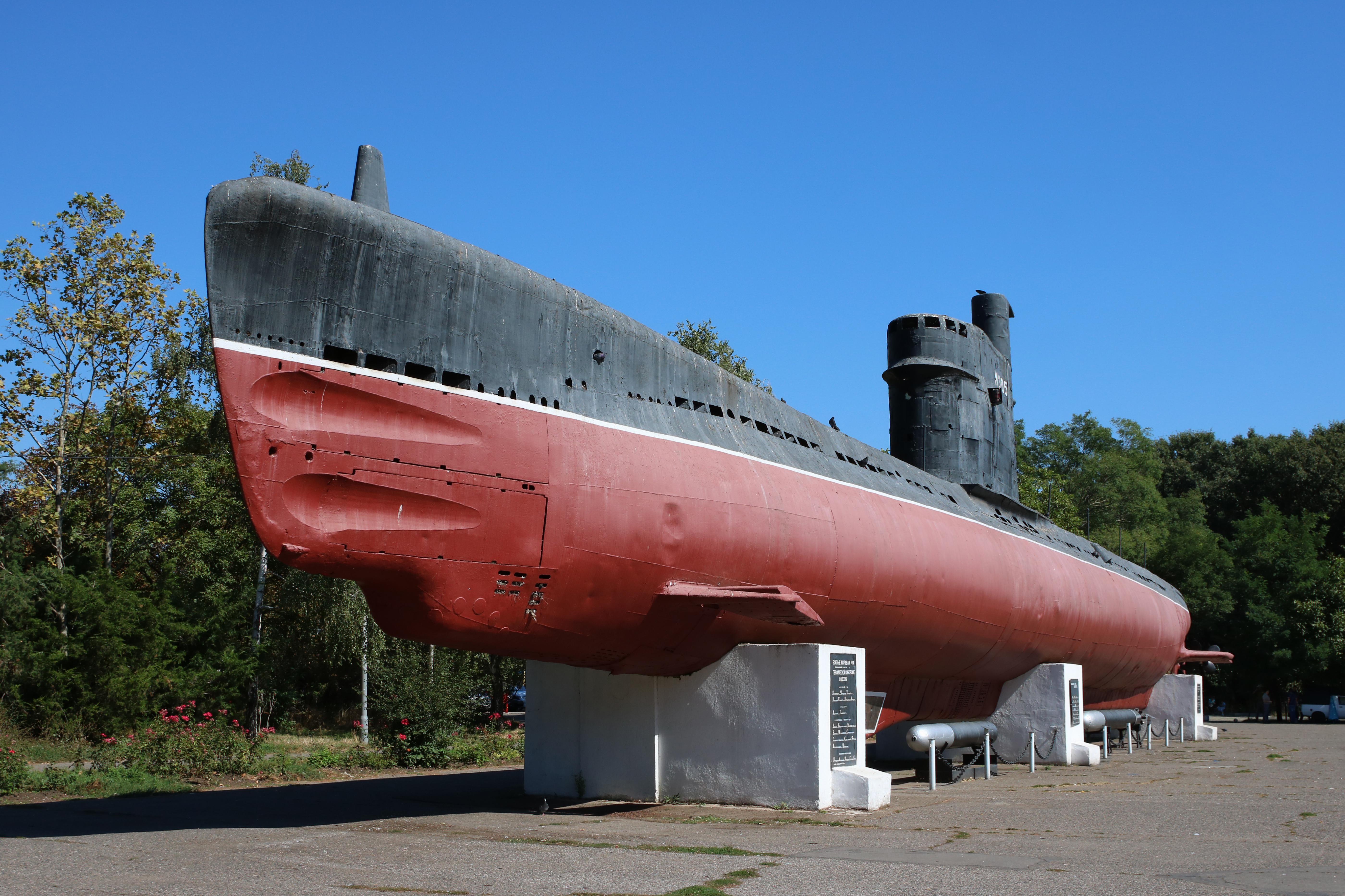
Un sottomarino sovietico

Il sottomarino è un mezzo navale progettato per operare principalmente in immersione subacquea. Può essere impiegato per scopi militari, scientifici e di soccorso, i diversi ambiti d'impiego ne determinano le caratteristiche. Tale caratteristica lo distingue dal sommergibile di cui costituisce un'evoluzione tecnologica.
Lo sviluppo del mezzo subacqueo ha avuto impulso a partire dal 1850 in conseguenza dell'interesse militare per le sue potenzialità belliche e ha portato il sommergibile a divenire un importante strumento della guerra marittima nel XX secolo. Dalle 200 tonnellate di dislocamento dei sommergibili realizzati nei primi anni di quel secolo, si è passati alle 1 800 tonnellate (in immersione) dei sottomarini tedeschi U-Boot Tipo XXI del 1944 per arrivare ai moderni sottomarini nucleari lanciamissili balistici che possono superare le 20 000 tonnellate e ospitare equipaggi di oltre 170 persone.
Il progresso tecnologico nell'ingegneria navale ha avuto un ruolo fondamentale nel successo del sottomarino persino superiore a quello rappresentato dallo sviluppo di sistemi d'arma (come il siluro e i missili a cambiamento d'ambiente) e di sensori (soprattutto il sonar) sempre più efficienti.

## Sottomarini e sommergibili: la terminologia

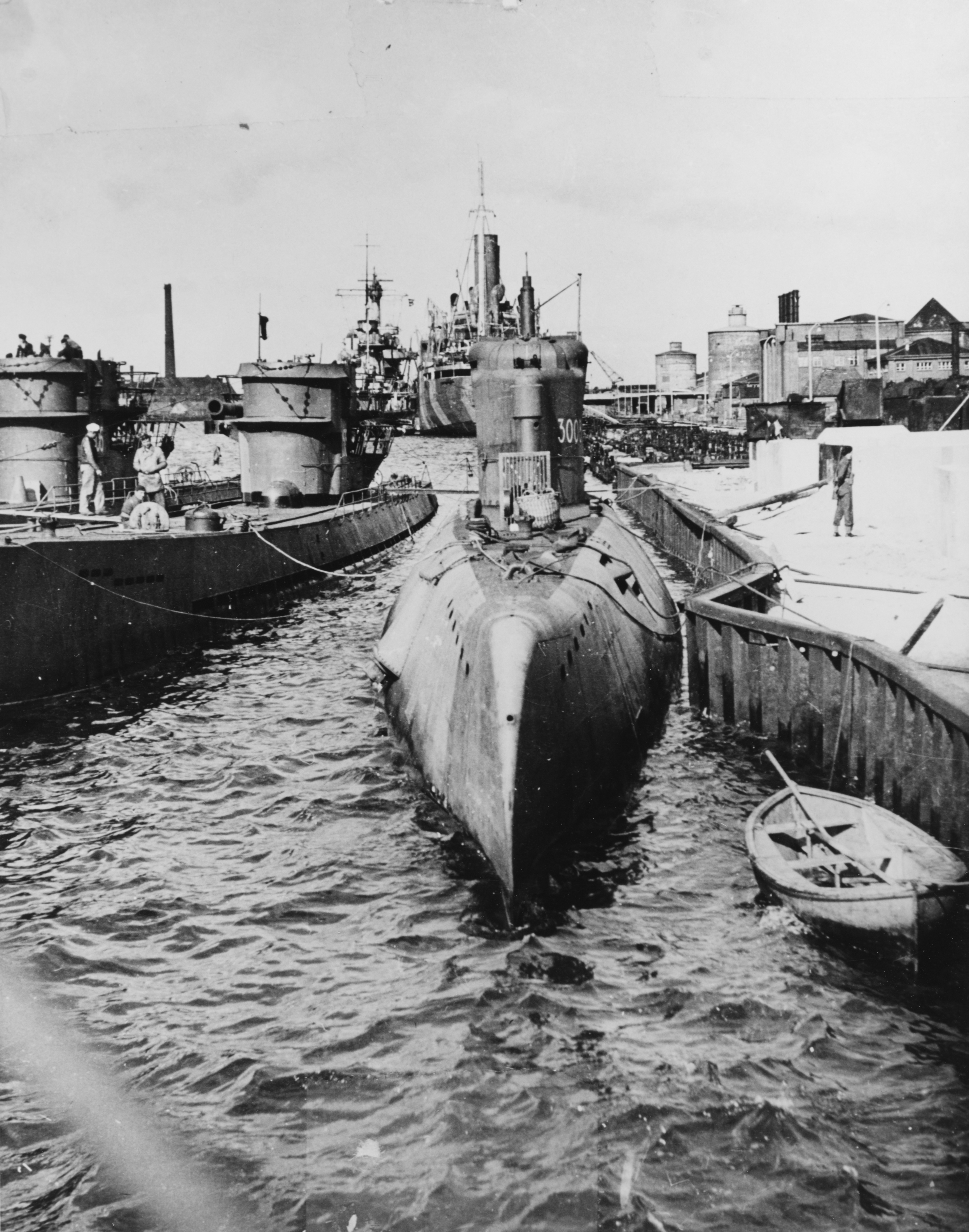
U-3003, un'unità della classe XXI fotografato a Wilhelmshaven, alla fine della seconda guerra mondiale. Si notino le differenze con le unità ormeggiate accanto.

Nel linguaggio marinaresco i termini "sottomarino" e "sommergibile" individuano due differenti tipologie di unità. La distinzione esiste anche in altre lingue: ad esempio in inglese si usano i termini Submarine e Submersible, in tedesco U-Boot e Tauchboot.
Il termine "sottomarino" si riferisce propriamente alle unità ottimizzate a navigare e combattere in immersione piuttosto che in superficie e si applica a tutte le unità moderne. Lo spartiacque tra sommergibili e sottomarini è rappresentato dagli U-Boot Tipo XXI del 1944 (ma già la classe R britannica della prima guerra mondiale presentava una velocità in immersione superiore a quella in superficie). Tuttavia spesso i termini sommergibile e sottomarini sono usati genericamente, come sinonimi, come testimonia lo stesso sito della Marina Militare (la quale peraltro identifica l'unità sottomarina con il termine battello, in contrapposizione con la generica unità di superficie denominata nave) oppure si attribuisce la definizione di sottomarino ai soli battelli a propulsione nucleare.
Il termine "sommergibile" si riferisce invece a mezzi navali che presentano prestazioni in immersione (in particolare la velocità) inferiori rispetto a quelle in emersione. A questa categoria appartengono le unità progettate fino alla fine della seconda guerra mondiale, per lo più dotate di armamento cannoniero sul ponte proprio perché ottimizzate a combattere in superficie piuttosto che in immersione.

## Evoluzione e storia dei sottomarini

### Gli inizi
Lo sviluppo tecnologico dei battelli subacquei presenta varie similitudini con quello che molto più tardi avrebbe interessato gli aeroplani. I primi studi teorici sulla costruzione di un sommergibile risalgono al 1680, quando Giovanni Alfonso Borelli nella sua opera De motu animalium, illustrò per la prima volta la possibilità della costruzione di un veicolo che potesse esplorare gli abissi marini. Sulla costruzione di un primo sommergibile le fonti storiche si dividono e non possono pertanto essere ritenute attendibili.

#### Da Drebbel alTurtle

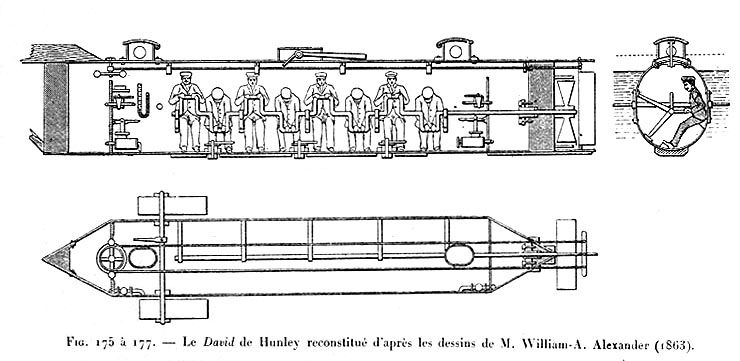
Il sottomarino costruito da Horace Lawson Hunley nel 1864 U.S. Naval Historical Center

Il primo a percorrere un breve tratto in immersione fu probabilmente l'olandese Cornelius van Drebbel. Tra il 1620 e il 1626 van Drebbel mise a punto un battello subacqueo con il quale percorse, immerso a una profondità di 3-4 metri, un breve tratto del Tamigi alla presenza del re Giacomo I d'Inghilterra. Il primo tentativo di immersione con un mezzo subacqueo abbastanza simile al concetto di sommergibile, di cui si hanno testimonianze storiche certe, fu quello dell'inglese John Day, che il 20 giugno del 1774 s'immerse nelle acque del porto di Plymouth a bordo di un rudimentale battello battezzato Maria, pesante alcune tonnellate e lungo circa 15 metri. L'impresa fallì tragicamente: il battello s'inabissò a una profondità di oltre 50 metri senza più riemergere e Day divenne la prima vittima a bordo di un sommergibile. Più fortunato fu invece l'americano David Bushnell che progettò e costruì un piccolo sommergibile, il Turtle, lungo appena 2 metri e armato con una carica esplosiva, con la quale il sergente Ezra Lee tentò nel 1776 di affondare la nave ammiraglia della flotta inglese, ancorata nel porto di New York. L'attacco fallì ma Lee riuscì ad allontanarsi incolume con il sommergibile.
L'adunanza dell'Accademia del cimento avvenuta il 16 marzo 1801 dà conto poi dell'invenzione di un battello sottomarino utilizzabile per operazioni di guerra e attacchi militari, la cui paternità era da ascrivere all'ingegnere Giovanni Antonio Ciaschi.

#### IlBrandtaucher

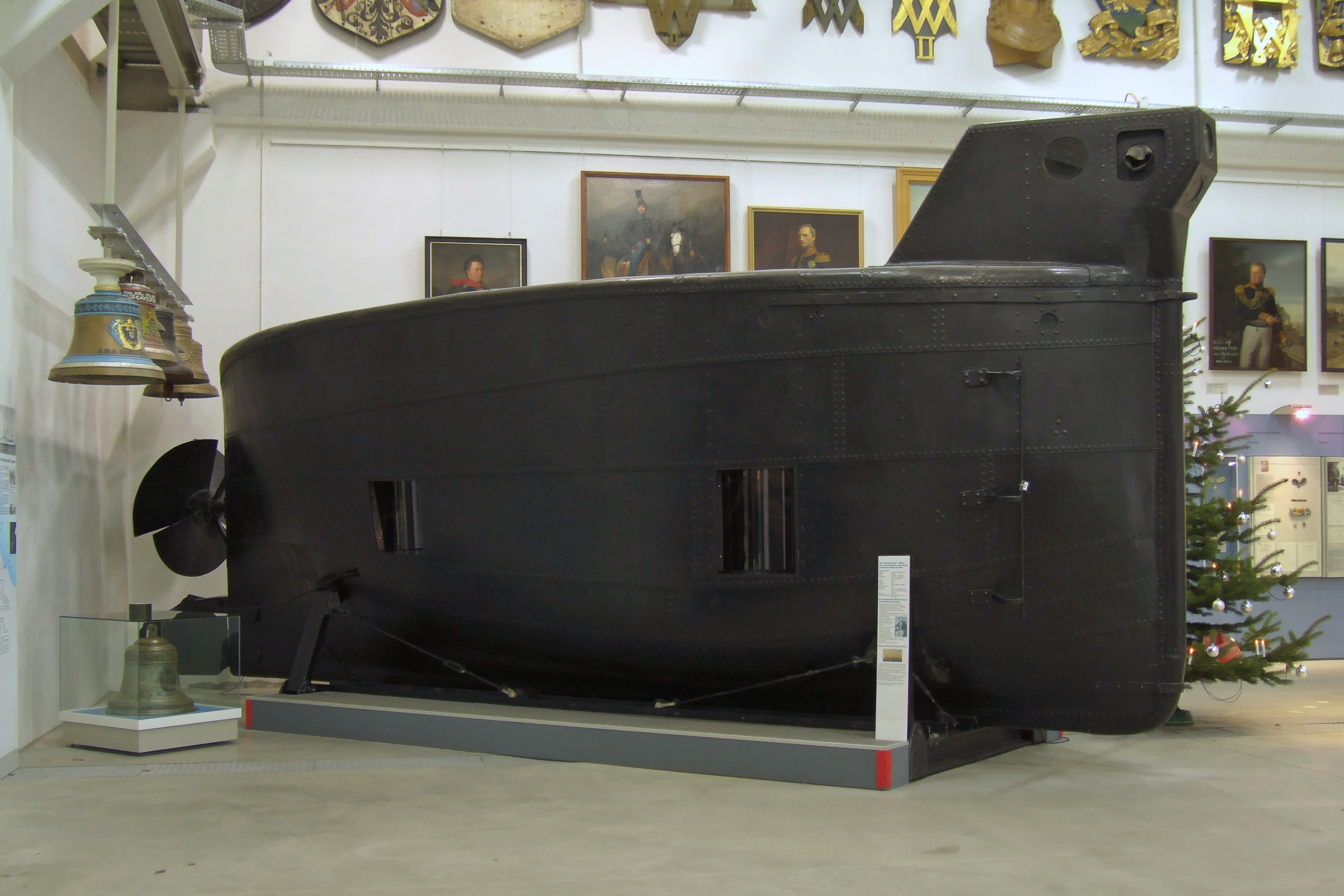
Il Brandtaucher nel museo a Dresda

Il primo a utilizzare in modo efficace un sottomarino come arma, in particolare contro un blocco navale della marina danese, fu il tedesco Wilhelm Bauer, che nel 1850 costruì un sommergibile con scafo in acciaio, lungo oltre 8 metri e pesante circa 39 tonnellate, destinato ad attaccare le navi danesi che bloccavano il porto di Kiel. Fonti dell'epoca riportano che le sole attività di collaudo del sommergibile bastarono ad allarmare i danesi, al punto da convincerli ad allontanare le navi dalla costa, allentando così il blocco. In seguito Bauer divenne famoso, non tanto per la sua storica impresa, quanto per essere stato uno dei primi tre marinai a salvarsi da un sottomarino affondato. Quando durante un'immersione di prova il 1º febbraio 1851 si aprì una falla nello scafo e l'imbarcazione colò a picco, intrappolando Bauer e i suoi due marinai di equipaggio a bordo del loro sottomarino a 18 metri di profondità, Bauer intuì che per aprire la botola che avrebbe consentito di abbandonare il sommergibile era necessario compensare la pressione esterna dell'acqua e fece pertanto allagare lo scafo. I tre riuscirono così ad aprire la botola e a raggiungere la superficie. Il Brandtaucher venne recuperato nel 1887 e oggi è il più antico sommergibile conservato in un museo.

#### Il primo attacco riuscito: il CSSHunley

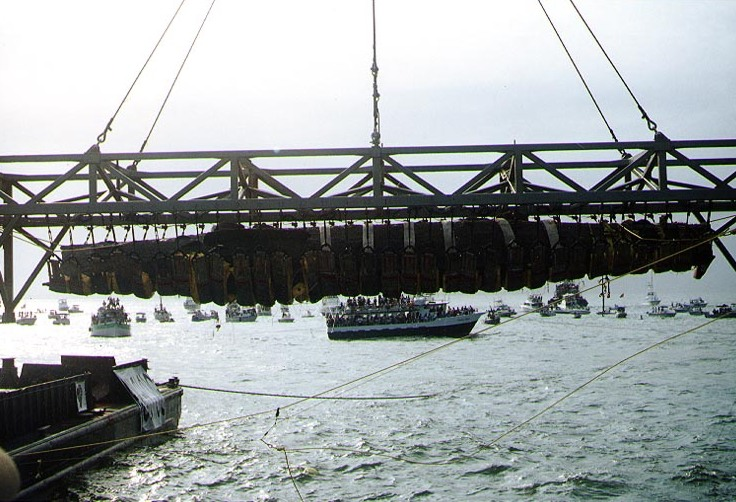
I resti del CSS Hunley recuperati nel 2000

Il sommergibile più famoso del XIX secolo fu il battello confederato CSS Hunley, che il 17 febbraio 1864 affondò, con una carica esplosiva innestata sulla prua, la USS Housatonic, una pirofregata nordista. L'Hunley affondò a sua volta mentre rientrava alla propria base, portando con sé l'intero equipaggio di nove persone. Nonostante lo sviluppo travagliato (durante le prove di immersione era affondato tre volte con la perdita di 23 uomini) e il mancato rientro dalla sua unica missione operativa, l'impresa dell'Hunley dimostrò l'efficacia bellica dei sommergibili che da quel momento entrarono a pieno titolo negli arsenali militari.

### I primi veri sottomarini
Se pure la costruzione di Bauer e il successo del CSS Hunley avessero dimostrato l'efficienza dei sottomarini come arma, rimanevano ancora numerosi problemi da risolvere. Oltre alla mancanza di un'arma da utilizzare in modo efficace (le cariche esplosive, per quanto poste all'estremità di un'asta come nel caso dell'Hunley, si erano dimostrate estremamente pericolose anche per il sottomarino stesso) il problema principale era dato dalla totale assenza di un motore. Infatti sia il CSS Hunley sia il rudimentale sottomarino di Bauer navigavano a propulsione manuale, limitando quindi fortemente autonomia e raggio d'azione.

#### Il primoNautilus

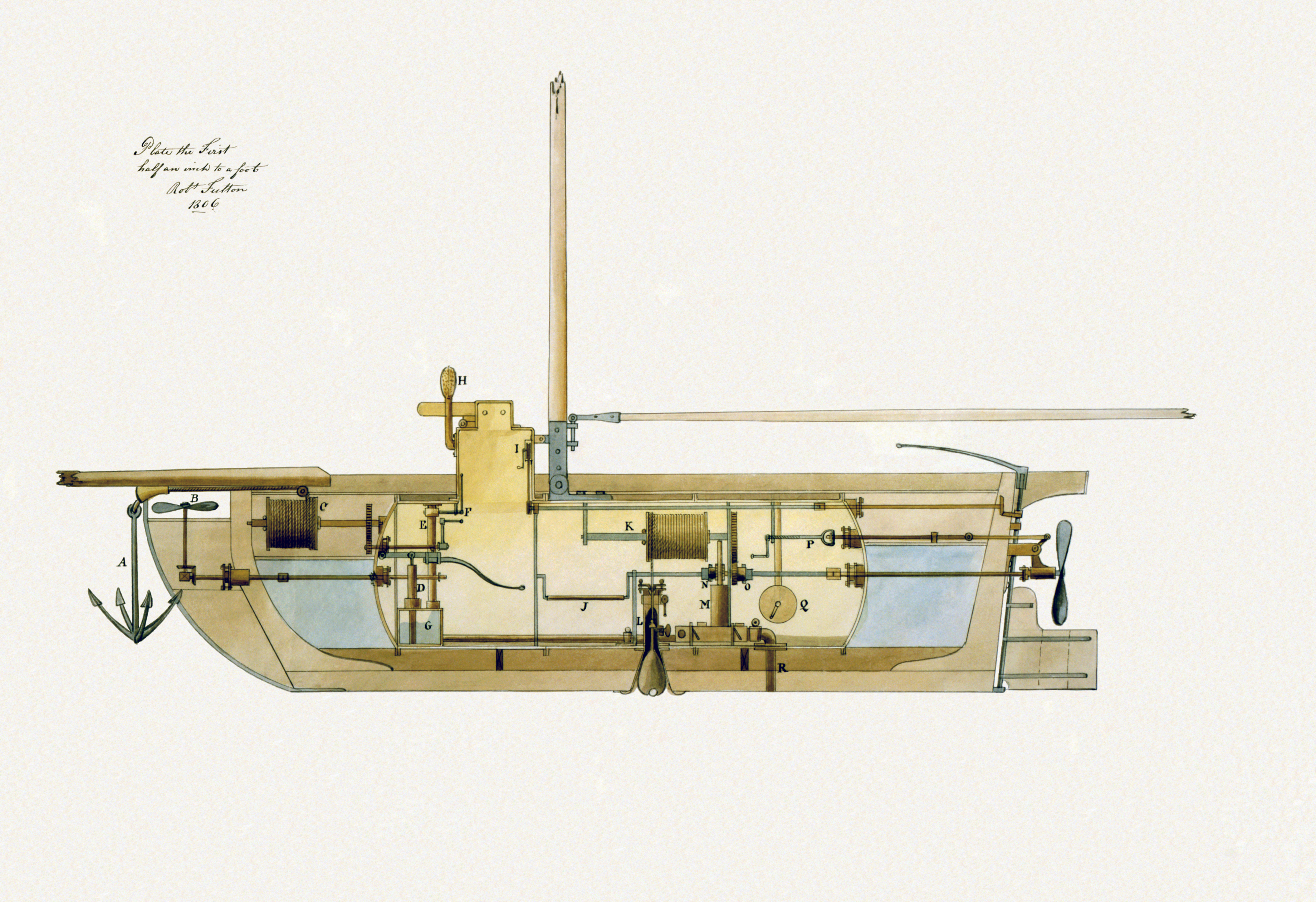
Progetto di un sottomarino statunitense del 1802

Il primo a prendere in considerazione un sottomarino dotato di un apparato motore fu l'americano Robert Fulton, che considerò la possibilità di sfruttare il brevetto del francese Claude de Jouffroy d'Abbans per progettare un sottomarino dotato di motore. Fulton presentò nel 1801 in Francia il Nautilus, ma le difficoltà tecniche incontrate in fase progettuale avevano costretto il tenace inventore americano a rinunciare all'installazione di un motore a vapore sul battello. Lungo 6 metri e largo 1,80 metri, il Nautilus poteva contenere fino a 8 persone e disponeva di un'elica che veniva messa in moto manualmente dall'equipaggio, inoltre poteva sia navigare in superficie grazie all'ausilio di una vela retrattile, sia in immersione. Lo stesso anno Napoleone Bonaparte, a quel tempo primo console, si mostrò inizialmente entusiasta del progetto e decise di finanziarlo. Una commissione della marina francese assistette a una dimostrazione del nuovo mezzo, il quale riuscì ad affondare una nave bersaglio nel porto di Brest. Il successo della prova sostenuta dal sommergibile di Fulton venne però inficiato della scarsa governabilità del mezzo e della modesta profondità raggiunta, elementi che portarono la marina francese a esprimere un giudizio negativo. Fulton provò allora a proporre il Nautilus alla marina inglese, ma anche in questo caso a una dimostrazione positiva sostenuta nel 1805 non seguirono finanziamenti. Questi fallimenti posero di fatto fine alle speranze di Fulton di costruire un sommergibile dotato di motore, in quanto anche il congresso statunitense, pur avendo inizialmente approvato il suo progetto, in seguito alle valutazioni negative delle marine francese e inglese, esitò a più riprese a mettere a disposizione le risorse economiche necessarie; l'inventore morì prima di riuscire a completare la costruzione del sommergibile Mute, più grande del Nautilus e propulso da motore.

#### L'evoluzione dei motori

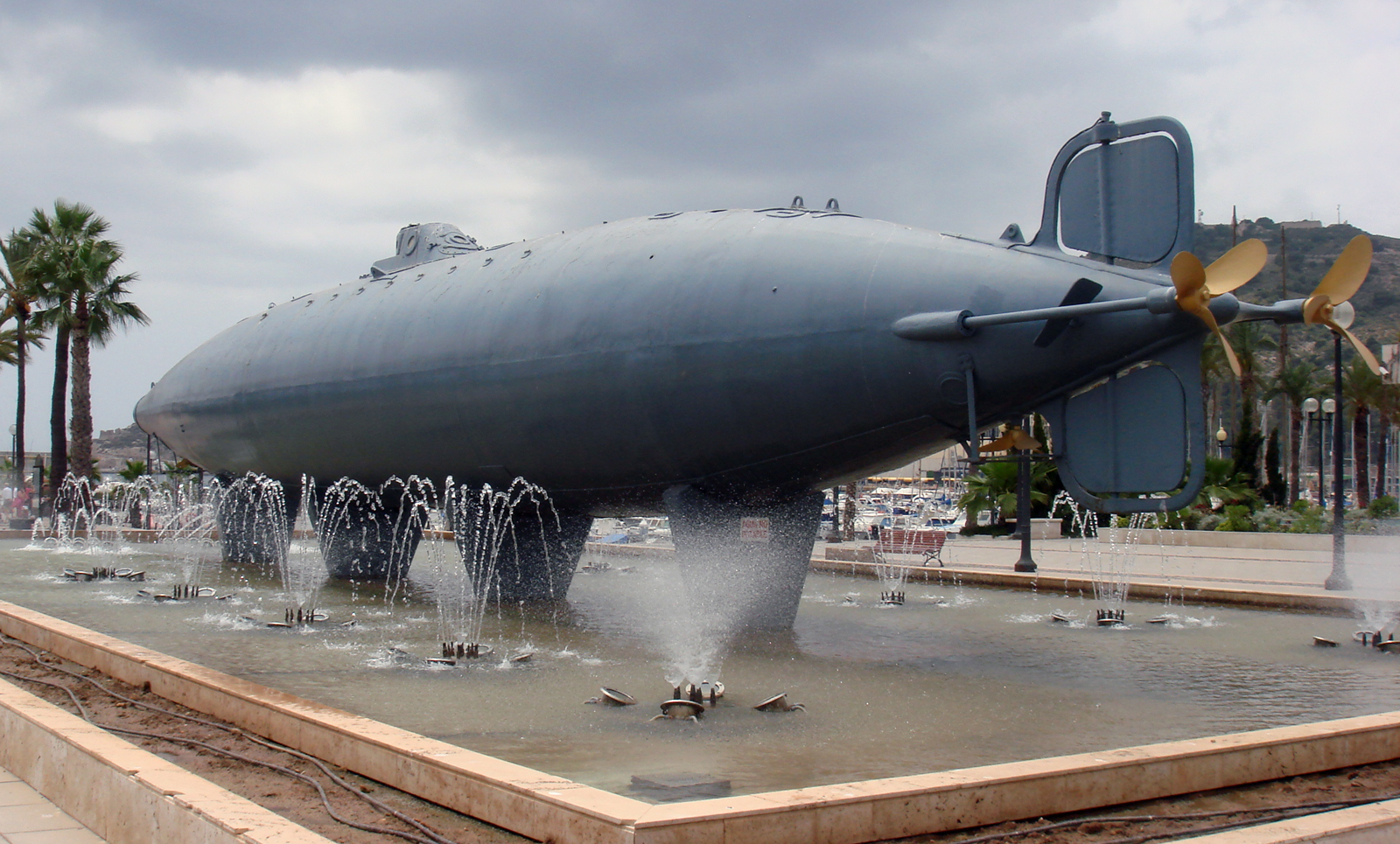
Il sottomarino di Isaac Peral del 1888

Bisognerà quindi aspettare il 1888 prima che qualcuno tenti nuovamente di progettare un sottomarino dotato di un apparato motore. Nel frattempo, il 2 ottobre 1864 fu presentato da Narcís Monturiol il primo sommergibile dotato di una qualche forma di propulsione. Il mezzo, battezzato Ictíneo II dal suo costruttore, era composto da uno scafo in legno rinforzato e disponeva di un motore chimico che per un breve lasso di tempo produceva energia elettrica grazie appunto a una reazione chimica. Pur rappresentando un passo in avanti rispetto ai mezzi precedenti, la soluzione era ancora insoddisfacente. Il salto di qualità giunse nel 1888 grazie allo spagnolo Isaac Peral che provò a utilizzare motori elettrici e costruì finalmente un sottomarino realmente efficiente, lungo più di 22 metri e capace di raggiungere una velocità di 10,9 nodi in superficie e di 6 in immersione. La soluzione trovata da Peral, pur risolvendo quasi tutti i problemi tecnici emersi fino ad allora, trascurava però la possibilità di ricaricare le batterie in mare. Sprovvisto di un motore a vapore o a scoppio, il sottomarino era in grado di percorrere solo brevi tratti ed era quindi in grado di operare solamente sotto costa.
Fu quindi il momento dell'irlandese John Philip Holland, che in seguito a un concorso indetto dal Governo degli Stati Uniti per la costruzione di un sottomarino, ricevette l'incarico di progettare il primo battello dotato di motore. Il suo primo progetto, che avrebbe dovuto portare il nome di Plunger e che era dotato di un motore a vapore, fu però un totale fallimento, tanto che ancora in fase di costruzione si decise di abbandonarlo. Ciò nonostante, il tanto testardo quanto tenace irlandese non si perse d'animo e di propria iniziativa fece costruire un nuovo prototipo che chiamò Holland VI. Dotato di un motore a benzina per la navigazione in superficie e di un modernissimo (per l'epoca) motore elettrico della Electro Dynamic Company, l'Holland VI fu un successo senza precedenti. Capace di immergersi fino a una profondità di 23 metri il piccolo battello entusiasmò tanto i vertici della marina statunitense, che fu acquistato e messo in servizio con la sigla SS-1.

#### Il siluro e la diffusione del mezzo presso altre marine
Nel frattempo l'invenzione del siluro e alcune migliorie permisero che anche un piccolo battello come l'SS-1, la cui stazza non superava le 163 tonnellate, potesse essere dotato di un armamento proprio che era composto da tre siluri da 45 cm e successivamente da un piccolo cannone a prua. Quest'ultimo venne però rimosso dopo un breve periodo. In seguito anche altre marine, come quella inglese e giapponese, si doteranno di sottomarini simili, perlopiù evoluzioni dello stesso progetto di Holland lievemente modificato. Altri progetti sicuramente altrettanto riusciti ma che non godettero della stessa notorietà, furono il francese Narval, lo svedese Hajen, e il Delfino, prima unità a essere realizzata in Italia. Tutti costruiti a cavallo tra il XIX e il XX secolo, furono gli unici progetti alternativi al progetto di Holland che riuscirono ad avere successo. Nonostante molte delle marine iniziassero a dotarsi di sottomarini, il ruolo e l'importanza di queste unità era ancora molto discussa e molte marine, quali quella italiana ma anche quella tedesca, nonostante avessero progetti a disposizione, preferirono non realizzare nessuna unità e introdussero i loro primi sommergibili solo un decennio più tardi, quando la prima guerra mondiale era ormai imminente.

### Il periodo prima della Grande Guerra

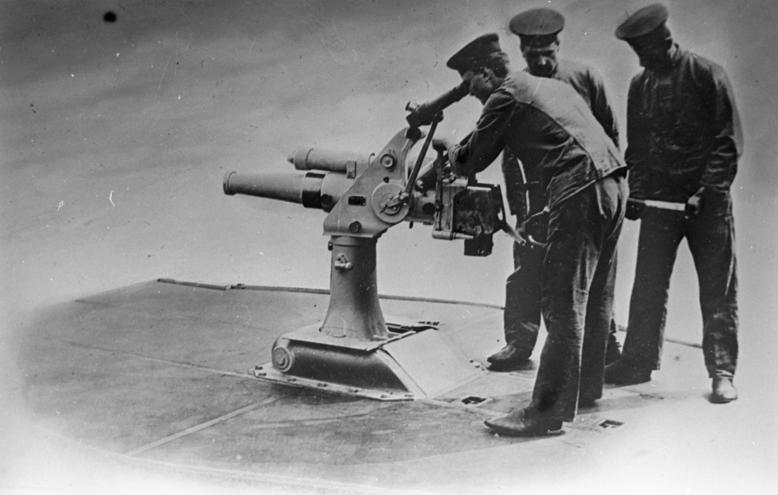
Cannone per sottomarini sviluppato dalla ditta Krupp nel 1900

A partire dal 1900 si ebbe un'evoluzione rapidissima della tecnologia e ben presto unità come i battelli della classe Holland furono superati. Lo scafo goffo di questi battelli venne ben presto sostituito da scafi lunghi e idrodinamicamente più avanzati. Con le maggiori dimensioni dei nuovi scafi apparve anche un nuovo tipo di armamento. Le nuove unità non furono armate solo con i costosi siluri ma ricevettero anche un cannone che poteva essere utilizzato per attaccare il naviglio mercantile o navi con un armamento modesto.
Sommergibili come la classe L statunitense così come la classe Golland russa ne sono un esempio. Particolarmente interessante è l'evoluzione dei battelli tedeschi. La Germania, che di seguito diverrà una delle maggiori nazioni costruttrici di sottomarini si dotò relativamente tardi di queste unità. Nonostante avesse già costruito sommergibili posamine per la Russia (Classe Karp), la Kaiserliche Marine mise in servizio il suo primo battello, l'Unterseeboot 1 anche noto con il suo abbreviativo di U-1, solo nel 1906, quando le marine militari di altri paesi stavano già mettendo in servizio i loro sommergibili di seconda generazione. L'U-1 che per l'epoca era di concezione modernissima fu dotato, contrariamente a quanto avvenne per la maggior parte delle unità di quel periodo, di un motore a gasolio pesante, ritenuto più affidabile rispetto ai motori a benzina.
Nuovo per l'epoca fu anche il concetto di far operare queste unità in squadre anziché individualmente. Questa tattica fu studiata per rimediare alle deficienze dei sottomarini rispetto alle unità navali di superficie, ma la tecnologia non era ancora matura per attuarla in modo efficace e bisognerà aspettare la seconda guerra mondiale per vedere più sottomarini attaccare in modo coordinato un bersaglio.

### La Grande Guerra

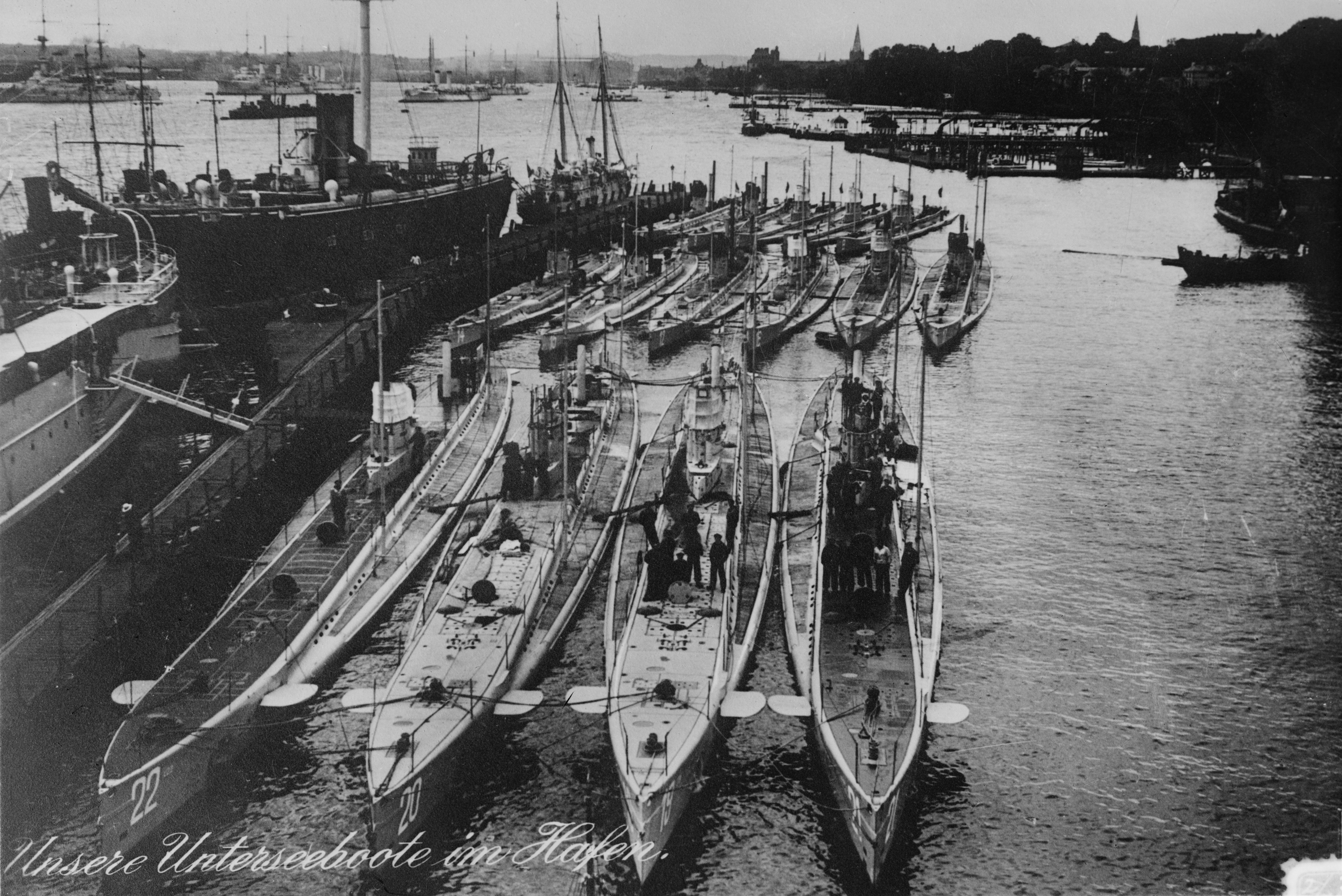
U-Boothafen Kiel nel 1914

Lo sviluppo dei sottomarini nel corso dell'ultimo decennio aveva spinto molte marine militari a dotarsene, tanto che nella prima guerra mondiale quest'arma ebbe un impiego fondamentale. I sottomarini ebbero un ruolo importante nel tentativo da parte della Germania, e in modo più limitato anche dell'Austria, di porre rimedio al blocco navale alleato imposto dalla supremazia navale di Regno Unito e Stati Uniti, e in definitiva furono una causa determinante per l'ingresso degli Stati Uniti nella guerra.
Emblema dell'evoluzione tecnica fu la classe U-31 composta da 11 battelli, che affondò durante l'intero conflitto oltre 1 917 146 BRT di mercantili nemici. Questa classe vide anche l'introduzione del doppio scafo, che verrà applicato poi a tutti i sottomarini introdotti a partire dalla seconda guerra mondiale.
Con il blocco navale apparvero però anche nuovi tipi di unità che avevano come compito principale quello di aggirare la morsa alleata e rifornire Germania e Austria con materie prime provenienti dalle colonie di oltremare. Sottomarini come l'U-151, dotati di due grandi cannoni, furono utilizzati nei primi anni della grande guerra come sottomarini mercantili. Fino agli anni trenta venne comunque perseguito l'obiettivo di costruire battelli che fossero in grado di coniugare i compiti di trasporto con quelli di attacco.
I sottomarini d'attacco (definiti nella moderna terminologia anglosassone hunter-killer) vennero sviluppati però in funzione sia della scarsa velocità in immersione di un sommergibile rispetto a quella delle navi da attaccare, sia dei tempi necessari a ricaricare i tubi lancia siluri, rispetto a quello necessario a ricaricare il cannone, il cui uso venne ampiamente privilegiato.
Ciò nonostante, alcuni affondamenti fatti tramite l'ausilio del siluro divennero storicamente rilevanti, come quello dell'esploratore britannico Pathfinder (prima nave a essere affondata durante il conflitto) e quello del transatlantico britannico Lusitania carico di civili statunitensi che condizionò l'opinione pubblica americana in favore dell'entrata in guerra degli Stati Uniti contro la Germania, due anni dopo.
Durante la prima guerra mondiale i sommergibili (soprattutto, ma non solo tedeschi) furono responsabili dell'affondamento di qualsiasi tipo di naviglio, dal piccolo mercantile a vela (nel 1914 ancora una parte importante del commercio mondiale era trasportata da imbarcazioni a vela, alcune di appena 30-50 tonnellate, fino ai clipper da 1 500-2 000 tonnellate) fino alle corazzate e agli incrociatori. Furono però le imbarcazioni più lente, e quindi soprattutto i mercantili, quelle che subirono le maggiori perdite, anche per scelta deliberata delle strategie navali tedesche di lotta al traffico. Colpirono in tutti i teatri europei, raramente fuori dalle acque europee e al di fuori del Nord Atlantico furono molto poco impiegati.

#### I sommergibili della marina italiana durante la prima guerra mondiale
La natura prevalentemente terrestre dell'impegno bellico italiano contro l'Austria e la notevole supremazia navale delle potenze dell'Intesa limitarono le occasioni di impiego dei sommergibili della Regia Marina italiana, che pure poteva contare su valenti progettisti come Cesare Laurenti. I sommergibili dell'epoca erano idonei alla guerra navale offensiva contro il naviglio militare e mercantile avversario (la cui consistenza, nel caso della Germania e dell'Austria, non era motivo di particolare preoccupazione per l'Intesa). Ciononostante anche l'Italia impiegò un certo numero di sommergibili di medie dimensioni, la classe Medusa, composta da otto sommergibili costruiti tra il 1913 e il 1914. A essi si affiancarono, a partire dal 1916, le più moderne unità della classe F, evoluzione della classe Medusa. I sommergibili della classe Medusa restarono comunque le unità principalmente impiegate durante l'intero periodo del conflitto. I sommergibili di questa classe non ebbero l'occasione di portare a termine operazioni rilevanti come quelle che resero famosi i battelli tedeschi della classe U-31, ma diedero buona prova di sé, al punto che varie marine militari, tra le quali anche quelle britannica e giapponese, ne acquisirono alcuni esemplari. Furono inoltre importati alcuni battelli classe H (tipo Holland americano, costruiti per conto dell'Italia a Montréal a partire dal 1916 in 8 esemplari), che diedero buona prova di sé, e rimasero una delle più affidabili classi per l'addestramento dei sommergibilisti fino alla seconda guerra mondiale. Questo permise l'introduzione di alcune nuove tecnologie (furono il primo battello italiano su cui si installò un primitivo e inaffidabile ecoscandaglio)

### Il periodo tra le due guerre

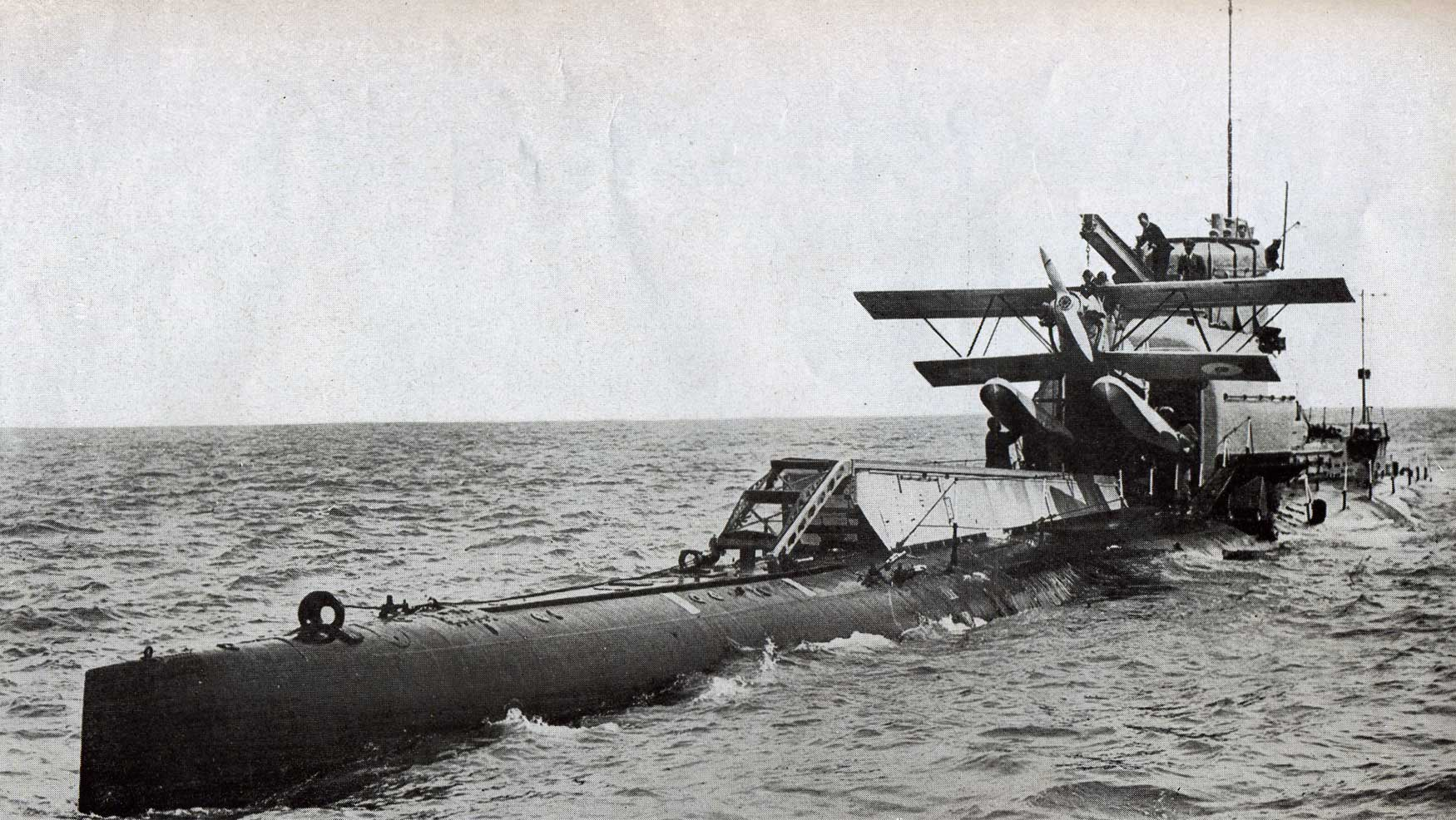
HMS M2 uno dei sottomarini della classe M si prepara a fare decollare l'idrovolante Parnall Peto precedentemente stivato nell'hangar di bordo

Al termine della prima guerra mondiale, non appena la maggior parte delle nazioni iniziò a riprendersi dalle conseguenze della guerra, si riavviò la progettazione e costruzione di nuovi sottomarini. Di conseguenza, visto il numero costantemente crescente di unità che erano state messe in servizio fino ad allora, la Conferenza navale di Washington pose alcuni limiti sulle dimensioni e sul numero delle unità che ogni paese poteva mettere in servizio. Nonostante queste apparenti limitazioni il periodo tra il 1920 e il 1939 fu certamente un periodo che vide un intenso sviluppo in questo settore. Numerose furono le soluzioni che si provarono ad adottare e una delle idee più diffuse nelle diverse marine militari fu quella di produrre sommergibili in grado di competere con le unità di superficie. Questi battelli erano dotati, oltre dei tubi lancia siluri, anche di enormi obici posizionati sul ponte e talvolta persino di hangar per ospitare un velivolo, finendo per assomigliare più a unità di superficie che a sottomarini. Le dimensioni imponenti pregiudicavano la manovrabilità e l'autonomia in immersione. Tra le unità più note di questo periodo spiccano l'USS Argonaut americano, l'X-1 britannico, le unità della classe M sempre di fabbricazione britannica e infine il Surcouf francese il quale andò distrutto nel corso della seconda guerra mondiale. Nonostante l'apparente fervore con il quale ci si dedicò alla progettazione di nuove unità il numero dei sottomarini messi in servizio rimase modesto fino alla metà degli anni trenta, quando lentamente aumentò il numero di unità in servizio attivo. Sebbene fosse stato proibito alla Germania di dotarsi di unità sottomarine, durante tutto il periodo compreso tra gli anni venti e la metà degli anni trenta il lavoro concettuale di sviluppo fu portato avanti, tanto che, quando a partire dal 1935 il regime nazista iniziò a commissionare le prime unità di sottomarini violando di fatto le decisioni prese nella conferenza di Washington, il gap accumulato dalla Germania nei confronti di altre nazioni risultava pressoché irrilevante. Il rinnovo della marina sottomarina tedesca fu affidato all'allora capitano di vascello Karl Dönitz, che finirà per scontrarsi più volte con il grandammiraglio Raeder e con Hermann Göring.

### La seconda guerra mondiale

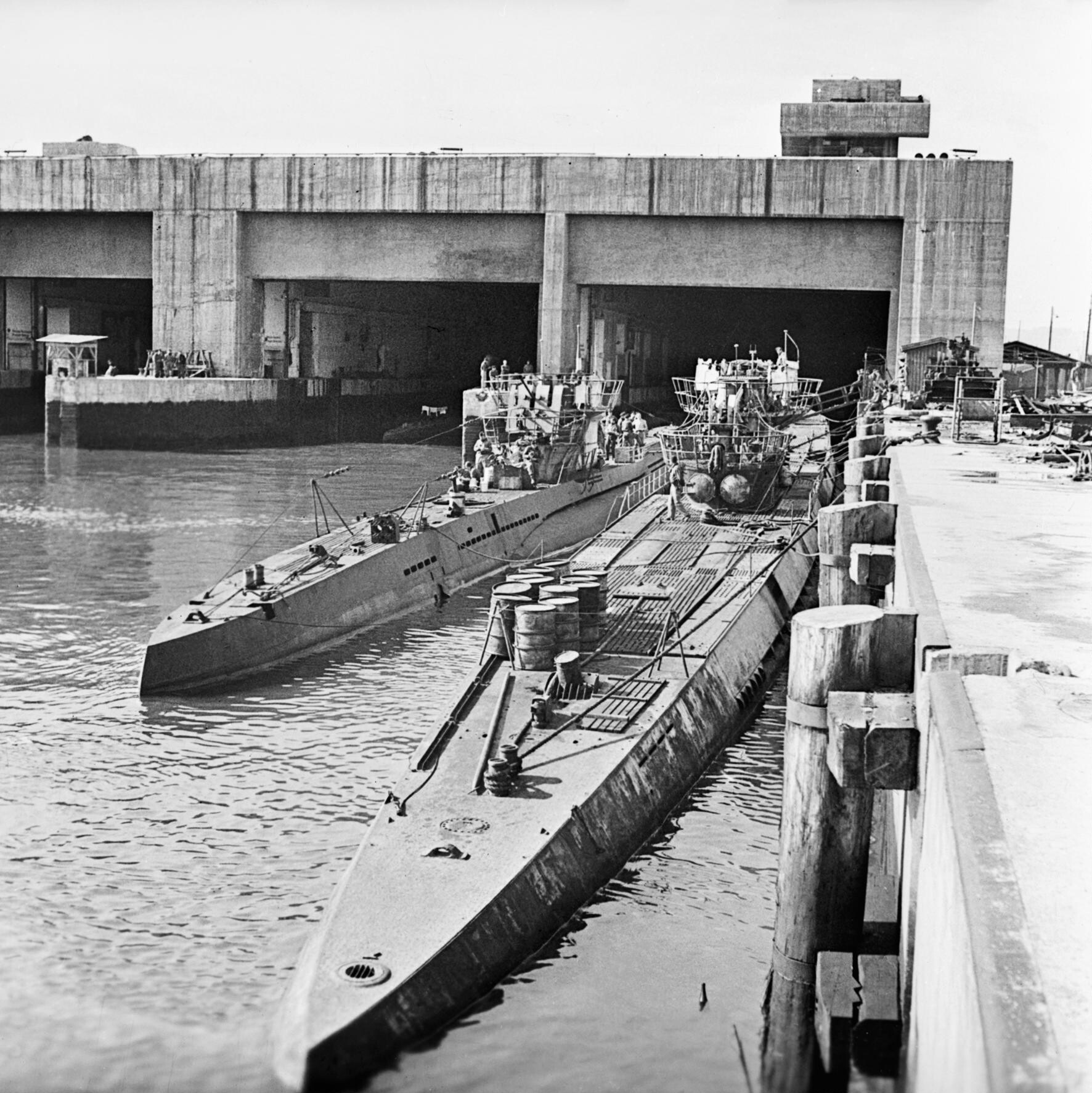
Sottomarini tedeschi ormeggiati in porto

Allo scoppiare della seconda guerra mondiale il numero delle marine che disponeva di sommergibili era notevolmente aumentato. Ciò nonostante la maggior parte delle unità era rimasta sostanzialmente uguale a quelle che operarono alla fine della grande guerra. Sebbene gli anni venti e trenta avessero visto un intenso sviluppo delle unità sottomarine, i concetti e i propositi che si era posta la maggior parte dei progettisti si rivelarono errati. Le grandi unità sottomarine costruite durante i due decenni precedenti rivelarono scarse capacità di operare in immersione. Decisamente troppo ingombranti e prive di prestazioni che permettessero loro di competere con le unità di superficie, esse risultarono ben presto obsolete. Come già nella prima guerra mondiale il compito dei sottomarini tedeschi fu quello di contrastare il traffico di merci nell'Atlantico, ma rispetto alla prima guerra mondiale le aree nelle quali operarono si estesero anche al Mediterraneo e successivamente, con l'entrata in guerra degli Stati Uniti dopo l'attacco di Pearl Harbor, anche all'oceano Pacifico. Ben presto molti paesi si resero quindi conto che il successo dei sottomarini dipendeva principalmente dalla velocità e dall'autonomia in immersione. Specialmente la marina militare tedesca comprese molto presto che i sottomarini che navigavano in emersione erano bersagli facili nei confronti degli aerei da ricognizione e dei pattugliatori navali e che la navigazione con lo Snorkel poteva comunque compromettere l'occultamento dell'unità. Moltissimi furono quindi gli sforzi che la Kriegsmarine fece per migliorare le proprie unità. A partire dal 1942 si iniziò a ridurre gradualmente l'armamento in coperta. Correttamente si era notato che cannone e mitragliatrici aumentavano la resistenza idrodinamica dei sottomarini riducendo velocità di punta e autonomia in immersione.
Il progressivo smantellamento dell'armamento si spinse di conseguenza fino al punto che le nuovissime unità della classe XXI erano completamente sprovviste di un cannone ed erano dotate solamente di 4 mitragliatrici da 20 mm installate in torretta. In compenso queste unità potevano vantare in immersione una velocità continuativa di ben 17 nodi e un'autonomia di 350 miglia a 5 nodi. Stranamente però non tutte le marine seguirono l'esempio di quella tedesca. Il Giappone ad esempio, nonostante avesse testato già nel corso dei primi anni trenta unità idrodinamicamente efficienti come i battelli della classe Nr. 71 capaci di percorrere in immersione 230 miglia alla velocità di 7 nodi, si ostinò a costruire durante tutto il periodo della seconda guerra mondiale, fatta eccezione per alcuni minisottomarini dalle linee idrodinamiche, sommergibili di grandi dimensioni e dalle scarse prestazioni che risultarono poco efficienti. Famosi per le loro dimensioni divennero sicuramente i battelli della classe I-400, dotati persino di un piccolo ponte di volo e concepiti per lanciare attacchi aerei dal largo delle coste degli Stati Uniti.
Per quanto riguarda invece la marina militare statunitense, questa utilizzò come cavallo di battaglia le unità delle classi Gato e Balao che non videro però nel corso della guerra sostanziali miglioramenti. Nonostante le loro discrete prestazioni, i sommergibili delle classi Gato e Balao raggiungevano una profondità di immersione modesta rispetto alle unità tedesche, che potevano vantare profondità di immersione che si aggiravano intorno ai 200 metri contro gli 80 metri dei Gato e i 120 metri dei Balao. Molte unità di queste due classi vennero infine ampiamente utilizzate da paesi amici degli Stati Uniti dopo il conflitto, tra cui Italia, Turchia, Argentina, e uno di essi, l'argentino ARA Santa Fe (S-21) andò perduto in combattimento durante la guerra delle Falkland del 1982, risultando quindi l'ultimo sottomarino risalente alla seconda guerra mondiale impegnato in combattimento.

#### La marina italiana durante il conflitto della seconda guerra mondiale
Nel 1939 la Marina Militare italiana disponeva della quarta flotta più grande al mondo di sottomarini, disponendo complessivamente di 115 unità, 84 delle quali operative come unità di prima linea e trenta unità predisposte per compiti logistici e di trasporto. Le unità italiane operarono principalmente nel Mediterraneo, ma alcune unità furono inviate nell'Atlantico e singole unità furono impiegate anche nel Mar Rosso e nell'Oceano Indiano.
A partire dal 10 ottobre 1940 il regime fascista fece trasferire tre unità a Bordeaux in Francia, nella base di BETASOM, per partecipare alla battaglia nell'Atlantico. Successivamente il numero delle unità trasferite a Bordeaux fu incrementato fino raggiungere le 27 unità. Due unità furono successivamente anche stazionate nel Mar Baltico. Nonostante il consistente numero di unità inviate in Atlantico in appoggio a quelle tedesche, con un discreto risultato in termini di mercantili nemici affondati, il bilancio dell'operazione fu complessivamente modesto. A partire dal 1942 le unità stazionate a Bordeaux furono ridotte a undici e al momento dell'armistizio nel 1943 ne restavano solamente sei. La causa dello scarso successo dei sommergibili italiani in Atlantico fu individuata soprattutto nello scenario radicalmente diverso da quello del Mediterraneo per il quale gli equipaggi italiani erano stati preparati.
Tra le unità più importanti messe in servizio dalla Marina Militare italiana spiccano certamente quelle della classe Archimede composta da quattro sommergibili costruiti tra il 1938 e il 1939. I battelli, originariamente stazionati nel Mar Rosso, furono trasferiti nel corso della guerra a Bordeaux. Tutti, tranne il Brin, andarono persi durante il conflitto. Al termine del conflitto la Marina Militare italiana dovette consegnare tutte le unità ancora operative agli Alleati. Dei sommergibili sopravvissuti alla guerra fino al 1943, solo 34 erano riusciti a consegnarsi alle forze alleate dopo l'armistizio, mentre le restanti unità si autoaffondarono o vennero catturate dai tedeschi. Al termine del conflitto mondiale alla Marina italiana fu concesso di mantenere in servizio due unità, poi affiancate da una terza. Le altre unità, pur essendo state sequestrate dai vincitori, rimasero in Italia, eccetto due battelli ceduti all'Unione Sovietica e il Brin che fu utilizzato fino al 1949 dalla marina britannica per poi essere restituito all'Italia, e furono infine demolite entro il 1950.

### Il dopoguerra e il periodo della guerra fredda

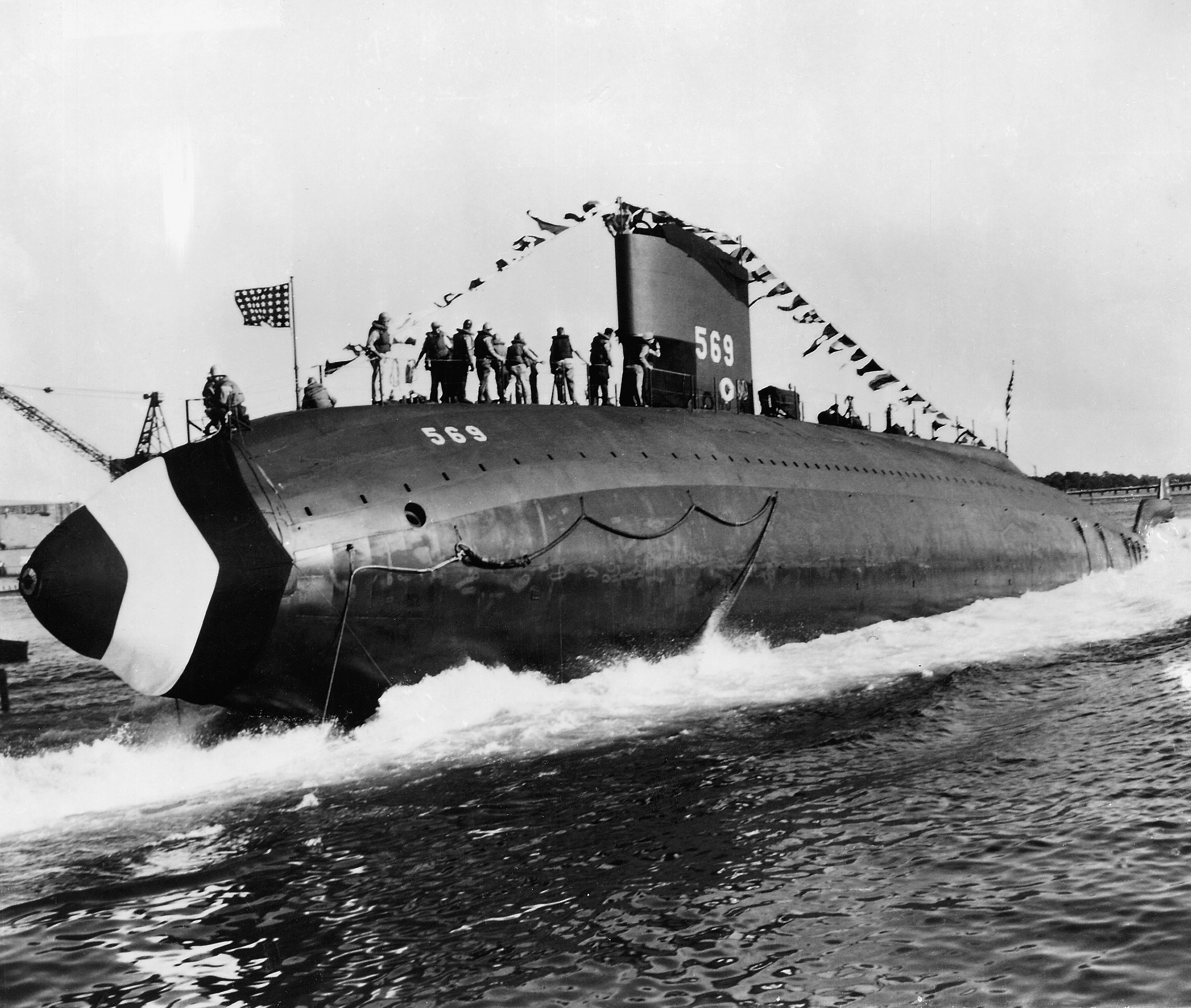
USS Albacore al momento del varo nel 1953

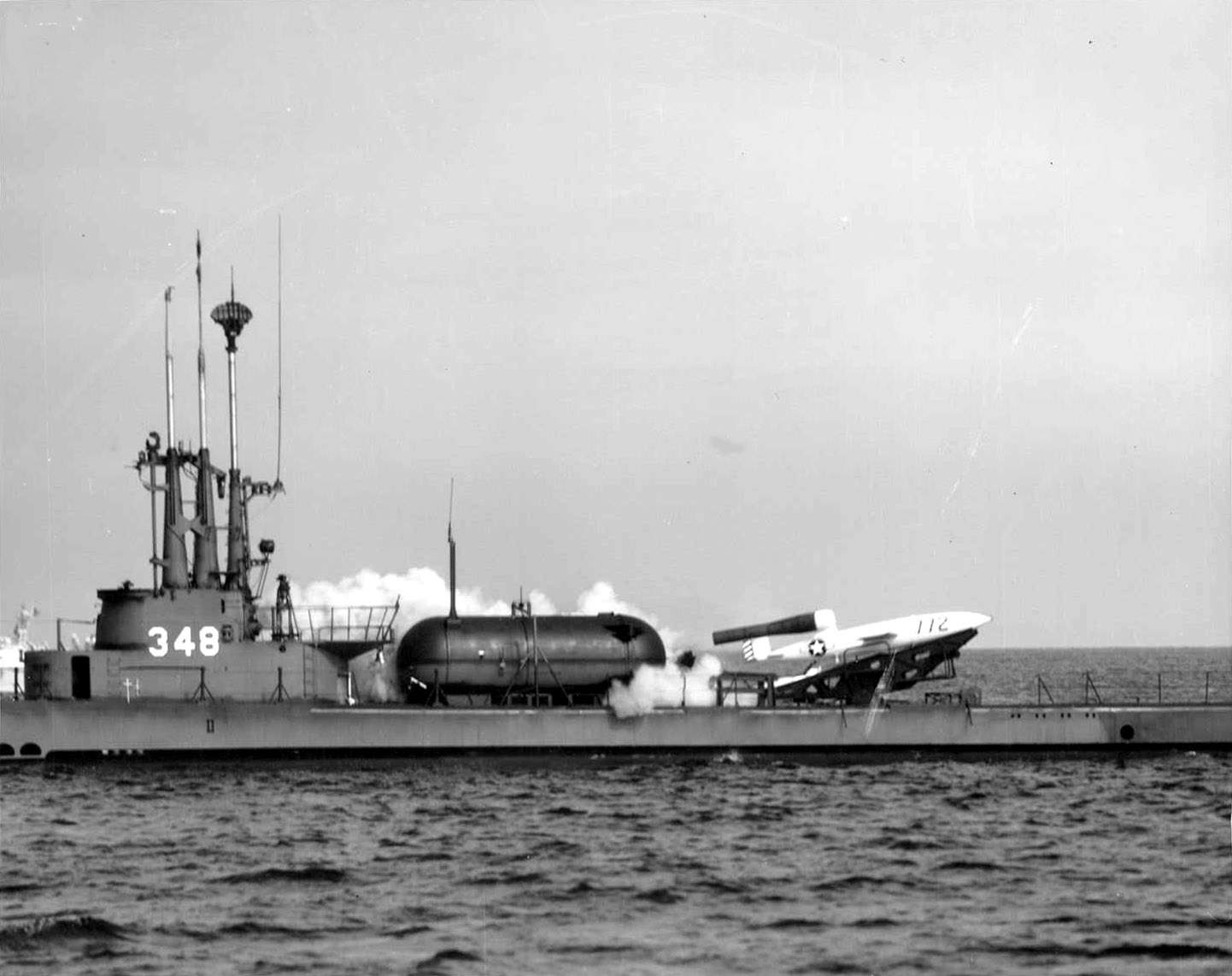
USS Cusk mentre lancia un missile Loon

Con la fine della seconda guerra mondiale e con il successivo smantellamento di molti sottomarini, soprattutto dagli Stati Uniti e dal Regno Unito, ebbe inizio una nuova epoca. Molte delle unità varate nei primi anni di guerra erano ormai obsolete, tanto da renderne necessaria la radiazione. Molte marine militari si ritrovarono con un numero spropositato di battelli il cui mantenimento in servizio comportava costi esorbitanti. Alcuni sommergibili da radiare furono quindi utilizzati come bersagli e affondati. Questa sorte spettò in particolare a molte delle unità catturate durante il conflitto. Altre invece furono sottoposte a modifiche e utilizzate occasionalmente come bersagli mobili in esercitazioni. Tra le unità divenute famose in questo ruolo spiccano certamente lo HMS Scotsman e lo USS Manta. Quest'ultimo ricevette una serie di corazzature aggiuntive montate sullo scafo in modo che fosse possibile sparare contro questa unità siluri privi di una carica esplosiva (deattivati). L'Unione Sovietica invece fece costruire negli anni sessanta una classe appositamente concepita per questo compito, la classe Bravo che è rimasta in servizio per tutto il periodo della guerra fredda.

#### Gli Stati Uniti
Tra i paesi che durante la guerra avevano messo in servizio un vasto numero di sottomarini tutti derivanti dallo stesso progetto spiccavano certamente, oltre alla Germania, gli Stati Uniti, che durante il periodo del conflitto avevano fatto affidamento sulle unità della classe Gato. All'inizio della seconda guerra mondiale questi battelli potevano definirsi all'avanguardia, ma risultavano obsoleti se paragonati a quelli della classe XXI tedesca, motivo per il quale si rese necessario il loro ammodernamento.

##### I programmi di aggiornamento GUPPY

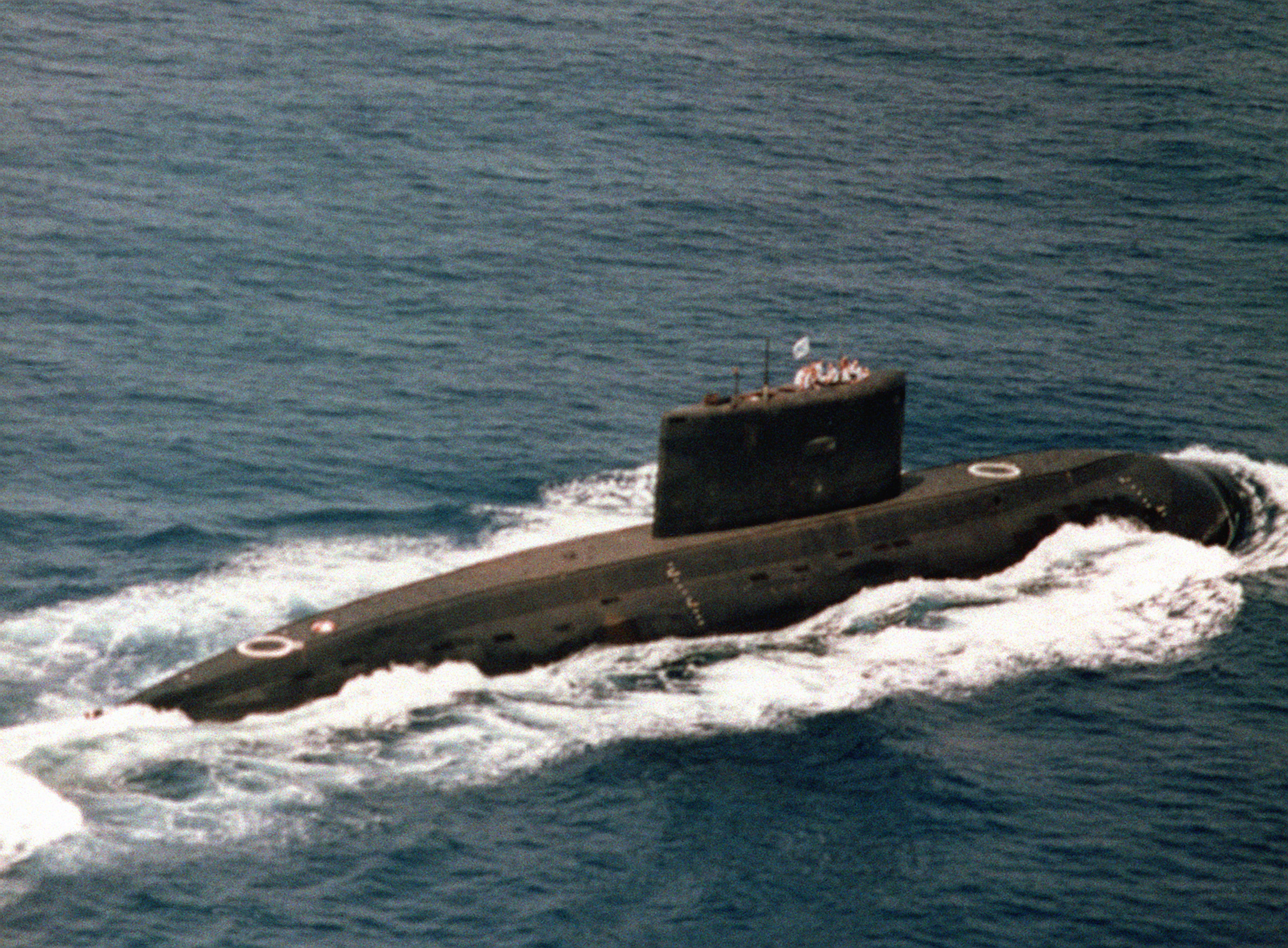
Un'unità della classe Kilo

Grazie alle informazioni acquisite con i progetti catturati in Germania, ma anche grazie a quelle giunte negli Stati Uniti con l'U 234, le unità della classe Gato furono sottoposte a una serie di ammodernamenti, che furono suddivisi nei programmi BALAO e GUPPY I, II e III. Sebbene si trattasse di unità modificate, molte delle quali costruite intorno al 1943, esse si dimostrarono ancora una volta all'altezza della situazione e rimasero in alcuni casi in servizio fino ai primi anni settanta, quando furono demolite o cedute ad altre nazioni.

##### Il secondoNautilus
Nonostante il successo dei sommergibili a propulsione Diesel-elettrica, ben presto i vertici della marina statunitense e sovietica compresero che la chiave per disporre di battelli in grado di svolgere al meglio le missioni richieste fosse quella di renderli indipendenti dai tempi tecnici necessari per ricaricare le batterie e che costringevano le unità a riemergere. La soluzione a questo problema fu il ricorso alla propulsione nucleare.
Il primo sottomarino nucleare fu varato nel 1954 con il nome di USS Nautilus (SSN-571) dalla Marina degli Stati Uniti. Questo sottomarino dimostrò di avere una grandissima capacità di permanenza sott'acqua compiendo la traversata sotto i ghiacci della calotta artica, e fu il primo di un ambizioso programma nucleare legato al nome dell'ammiraglio Hyman Rickover. Tuttavia lo scafo del Nautilus era ancora molto simile a quello delle unità della classe XXI, a dimostrazione del fatto che i profili idrodinamici erano ancora basati sulle conoscenze acquisite durante la seconda guerra mondiale. Il primo sottomarino a disporre di uno scafo cilindrico fu il USS Albacore unico esemplare della sua classe. Pur disponendo di propulsione Diesel-elettrica l'Albacore fu un grande passo in avanti, e l'esperienza acquisita con questa unità influenzò in modo decisivo la progettazione delle classi successive.

##### Evoluzione delle armi
L'avvento delle nuove unità sviluppate a partire dai primi anni cinquanta fu accompagnato da una corrispondente evoluzione del loro armamento. Il cannone, presente su tutti i sottomarini della seconda guerra mondiale, fu rimosso di fatto da tutte le unità in servizio già con i programmi di ammodernamento GUPPY e BALAO, mentre le nuove unità ne erano sprovviste. Ben presto però questo vuoto fu colmato dai missili. La prima unità al mondo a essere equipaggiata con questo nuovo tipo di arma fu lo USS Cusk che fu armato con un missile Loon, il quale non era altro che una copia del missile V1 tedesco. Il USS Cusk effettuò il primo lancio di un missile il 12 febbraio 1947. L'esito soddisfacente della prova indusse la marina ad avviare ben presto lo sviluppo di nuovi missili da crociera appositamente studiati per questo compito. Tra questi il progetto più riuscito e di maggiore fama fu indubbiamente il Regulus, che poteva essere lanciato in emersione. A partire dalla fine degli anni sessanta però lo sviluppo dei missili da crociera fu interrotto a favore dei missili balistici che successivamente andarono ad armare le unità americane della classe Ethan Allen, della classe Lafayette e infine della classe Ohio. In quella fase iniziale i missili da crociera avevano rappresentato il primo passo in direzione dei più potenti missili balistici, ma tornarono in auge a partire dalla metà degli anni settanta quando si compresero i vantaggi propri di queste armi e si avviò la progettazione dei missili Tomahawk, appositamente progettati per essere lanciati in immersione dai tubi lancia siluri.

#### L'Unione Sovietica
Nel periodo del dopoguerra fino alla fine della guerra fredda i sottomarini costituirono le principali unità della marina sovietica, che arrivò a schierare la più grande flotta subacquea del mondo. Nel citare le varie classi di sottomarini sovietici, ancora oggi viene spesso utilizzata la denominazione assegnata dalla NATO piuttosto che quella utilizzata dalla marina sovietica.

##### I primi sottomarini nucleari
Nonostante un grande scarto tecnologico iniziale, rapidamente colmato a partire dalla seconda metà degli anni cinquanta, lo sviluppo dei sottomarini sovietici fu simile a quello delle unità americane sia per qualità sia per quantità. Contrariamente alla prassi statunitense, però, la divulgazione di informazioni e immagini fu estremamente scarna e ancora oggi molte informazioni, anche quelle riguardanti unità ormai radiate da anni, non sono disponibili. Esattamente come i progettisti americani anche quelli sovietici ritennero che lo sviluppo futuro dei sottomarini dipendesse da quello dei missili balistici e da crociera ma l'impulso maggiore venne dall'introduzione della propulsione nucleare. La prima unità dotata di un reattore nucleare a entrare in servizio fu il K-3 Leninskij Komsomol, un sottomarino della classe November varato il 7 luglio 1958, cui seguirono ulteriori tredici esemplari costruiti fino al 1963. I November furono affiancati, a partire dal 1965, dalla più perfezionata classe Victor, della quale entrarono in servizio 48 esemplari fino ai primi anni novanta. I Victor furono costruiti in tre versioni, identificati in Occidente con i nomi in codice NATO di Victor I, Victor II e Victor III. Queste unità, dallo scafo idrodinamico, rappresentarono per quasi due decenni la spina dorsale delle forze subacquee sovietiche, e a partire dai primi anni ottanta furono progressivamente sostituite dalle unità delle classi Sierra e Akula. Contrariamente a quanto avveniva nello stesso periodo in Occidente, la marina sovietica non volle affidarsi a un unico progetto per rimpiazzare i Victor, ma ne fece sviluppare due molto simili tra di loro.

##### Gli SSGN
Una categoria di sottomarini che in Unione Sovietica ebbe ampio sviluppo fu quella degli SSG/SSGN, equipaggiati con missili da crociera o antinave. Questi mezzi erano concepiti principalmente per contrastare le grandi portaerei americane, un tipo di nave la cui costruzione richiede esperienze operative e progettuali che i cantieri sovietici non possedevano. Inizialmente, si decise di modificare mezzi già in uso: infatti, le prime unità a essere dotate di missili antinave furono quelle della classe Whiskey, che furono equipaggiati con un numero variabile (da uno a quattro, a seconda della versione) di SS-N-3 Shaddock. Successivamente, si ritenne opportuno costruire unità appositamente progettate per questo compito. Il risultato furono le classi Juliett ed Echo: i primi, a propulsione convenzionale, ideati per attaccare le portaerei; i secondi, a propulsione nucleare, avevano il compito di attaccare obiettivi terrestri. Tuttavia, la grande limitazione di queste unità era che il lancio doveva avvenire necessariamente in emersione, aumentando quindi la vulnerabilità. Per questa ragione, vennero sviluppati i sottomarini della classe Charlie, prime unità sovietiche in grado di lanciare missili antinave restando in immersione. In dettaglio, l'armamento principale era costituito da otto missili SS-N-7 Starbright o SS-N-9 Siren, a seconda della versione. Infine, a partire dagli anni ottanta, sono entrati in servizio i grandi battelli della classe Oscar, armati con 24 missili SS-N-19 Shipwreck e concepiti per lanciare attacchi di saturazione contro i gruppi aeronavali americani. Gli Oscar sono i soli SSGN russi oggi in servizio.

##### Gli SSBN
L'Unione Sovietica avviò un vasto programma per lo sviluppo di unità SSBN allo scopo di ovviare alla carenza di basi avanzate su cui stazionare i propri missili balistici puntati contro il territorio americano. Il primo missile balistico di produzione sovietica progettato per essere lanciato da un sottomarino era l'SS-N-4, una copia migliorata del V2 tedesco, che veniva stivato nella torre delle unità SSB della classe Zulu, che poteva ospitarne due. Potenziato e più avanzato era invece l'armamento dei sottomarini classe Golf che potevano trasportare fino a tre missili del tipo SS-N-5 Serb lanciabili anche in immersione. Nonostante il successo di queste due classi di SSB, il fatto che fossero sprovviste di propulsione nucleare ne limitava il raggio d'azione e l'autonomia in modo considerevole. I primi veri SSBN furono i battelli della classe Hotel, che come le due classi precedenti stivavano i propri missili nella torre. Per aumentare il numero di missili apparve chiaro che essi dovevano essere stivati nello scafo. Le prime unità a utilizzare questa soluzione tecnica furono i battelli della classe Yankee varati a partire dal 1966, che disponevano di una batteria di 16 missili balistici. Successivamente queste unità furono affiancate dagli SSBN della classe Delta la cui costruzione si protrasse dal 1972 fino al 1992. Le ultime unità a entrare in servizio con la marina sovietica prima del collasso dell'URSS furono quelle della classe Typhoon che sono a tutt'oggi le più grandi unità subacquee mai varate nel mondo.

##### Gli SSK
Durante la guerra fredda, la marina sovietica sviluppò numerose classi di sottomarini convenzionali, entrati in servizio in centinaia di esemplari. Queste unità, originariamente costruite a causa delle iniziali difficoltà tecniche incontrate nello sviluppo dei reattori nucleari per sottomarini, continuarono a essere costruite per tutto il periodo della guerra fredda, al contrario di quanto fecero gli americani che rinunciarono ai sottomarini convenzionali alla fine degli anni cinquanta. I motivi di questa scelta furono probabilmente molteplici. I sottomarini Diesel erano più economici e anche più efficienti di quelli nucleari in determinate missioni (in immersione, con le eliche ferme o propulse dall'energia degli accumulatori elettrici, i sottomarini convenzionali risultavano più silenziosi di quelli nucleari in cui reattore e pompe di raffreddamento non potevano mai essere arrestati). Un altro motivo fu la difficoltà dell'industria sovietica di produrre un numero di reattori adeguato a equipaggiare una flotta subacquea interamente atomica. Inoltre i vertici della marina sovietica ritennero opportuno mantenere una significativa aliquota di sottomarini convenzionali anche per farvi affidamento nel caso si fossero rilevati difetti o problemi nella costruzione o gestione delle unità a propulsione nucleare. Infine va considerato che tra le nazioni membro del Patto di Varsavia, l'Unione Sovietica era l'unica a produrre sottomarini su larga scala e parte di queste unità era destinata a paesi alleati e amici che non potevano sostenere il costo di unità dotate di propulsione nucleare.
Tra le classi che rientrano in questa categoria spiccano le moderne unità della classe Kilo, che hanno raccolto l'eredità dei precedenti Romeo, Foxtrot e Tango introdotti dai primi anni sessanta. I Kilo hanno rappresentato lo standard di riferimento nel loro campo per tutti gli anni ottanta fino ai giorni nostri. Ben 15 unità erano operative già nel 1990 e a oggi si contano 30 battelli entrati in servizio. Di grande importanza fu anche la classe Whiskey, che con i suoi 236 esemplari costruiti negli anni cinquanta rappresenta la più numerosa classe di sottomarini mai realizzata da un singolo Paese in tempo di pace.

#### La marina italiana nel dopoguerra

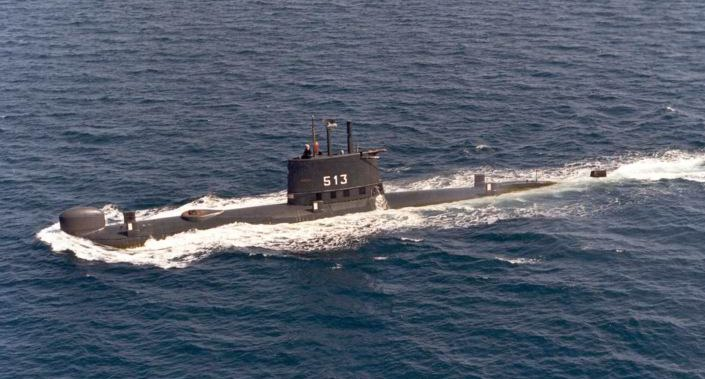
Il sommergibile Dandolo della classe Enrico Toti

Alla fine della seconda guerra mondiale alla marina italiana non fu concesso di mantenere unità subacquee in servizio e tutte le unità sopravvissute al conflitto dovettero essere cedute ai vincitori o demolite. Due di esse però, il Giada e il Vortice, assegnate alla Francia che non le aveva mai ritirate, furono reintegrate in servizio dalla nascente Marina Militare italiana, convinta della necessità di mantenere esperienze e competenze nel settore sommergibilistico. Le due unità erano ufficialmente inquadrate come pontoni di carica per le batterie ma in realtà, con il tacito assenso degli Alleati, operavano dalla base di Taranto per addestrare gli equipaggi. Le cose cambiarono con l'adesione dell'Italia alla NATO quando si manifestò l'urgente esigenza di disporre di nuove unità. Tale necessità fu soddisfatta inizialmente dalla cessione di sette sottomarini statunitensi della classe Gato modificati agli standard GUPPY II e III. A essi si aggiunsero, nei primi anni settanta, due unità della Cclasse Tang. A partire dal 1965, però, la marina italiana iniziò a commissionare nuovi progetti ai cantieri nazionali. I primi sottomarini di costruzione nazionale a entrare in servizio furono le quattro unità della classe Enrico Toti, tutte varate entro il 1970.
Successivamente entrarono in servizio quattro unità della classe Sauro, un progetto basato sull'esperienza acquisita con i sottomarini della classe Toti. Nel corso degli anni ottanta e novanta entrarono in servizio ulteriori quattro unità della classe Sauro migliorata, nota come classe Sauro Pelosi.
Come molte delle marine maggiori anche l'Italia aveva avviato la progettazione per una classe di sottomarini a propulsione nucleare di ridotte dimensioni, la Guglielmo Marconi, di cui erano previste due unità da completare con l'aiuto degli Stati Uniti. Il clima di instabilità politica di quel periodo e il timore che i progetti potessero cadere in mano sovietica indussero gli Stati Uniti a interrompere la cooperazione con l'Italia e il progetto fu abbandonato.

### I giorni nostri e il futuro
La fine della guerra fredda e la dissoluzione dell'URSS e del Patto di Varsavia hanno portato a una progressiva contrazione delle spese militari e a una significativa riduzione degli arsenali strategici, fattori che hanno interessato anche i sottomarini. Gli elevati costi di sviluppo e di gestione hanno spinto Stati Uniti e Russia a ridurre il numero delle unità in servizio, radiando quelle più anziane e talvolta cancellando l'ultimazione di sottomarini (soprattutto SSN e SSBN) ancora in fase di costruzione.
Ciò nonostante da qualche anno la Russia ha ridato impulso alle attività di sviluppo e costruzione di sottomarini. A partire dal 2007 è stato varato il primo esemplare di una nuova classe di SSBN, la classe Borei, il cui scafo era stato impostato nel 1996, ma che non fu mai completato negli anni novanta. La nuova classe andrà prima affiancare le tre unità ancora in servizio della classe Typhoon, per poi sostituirle progressivamente. Sono ripresi i lavori per il completamento del primo SSN della classe Severodvinsk, mentre le unità convenzionali della classe Kilo sono state sostituite a partire dal 2012 da sottomarini di nuova concezione della classe Lada/Amur. Gli Stati Uniti hanno preferito ammodernare gli SSBN della classe Ohio e gli SSN della Los Angeles. Un primo programma per sostituire i Los Angeles fu avviato con la Seawolf nel 1989 ma fu interrotto dopo la realizzazione di tre sole unità. Nel 1998 è stato avviato il programma per una nuova classe di SSN, la classe Virginia, destinata a sostituire i Los Angeles. L'unità capoclasse, SSN-774 Virginia, è entrata in servizio nel 2004 e si prevede la costruzione di un totale di 30 battelli suddivisi in due sottoclassi. Il Regno Unito sta introducendo in servizio i primi SSN della nuova classe Astute, appartenente alla stessa generazione tecnologica dei Seawolf statunitensi e dei Severodvinsk russi. L'interesse per i sottomarini convenzionali è notevolmente cresciuto negli ultimi anni grazie ai progressi tecnologici nel campo della propulsione AIP (Air-independent propulsion) e in particolare delle pile a combustibile, che consentono di aumentare sensibilmente l'autonomia in immersione dei battelli Diesel-elettrici. Tra le unità che fanno ricorso a questi nuovi sistemi spiccano i battelli italo-tedeschi della classe U-212/U-214, adottati anche dalla Marina Militare italiana, capaci di restare in immersione profonda fino a tre settimane.

### Sottomarini utilizzati per scopi scientifici

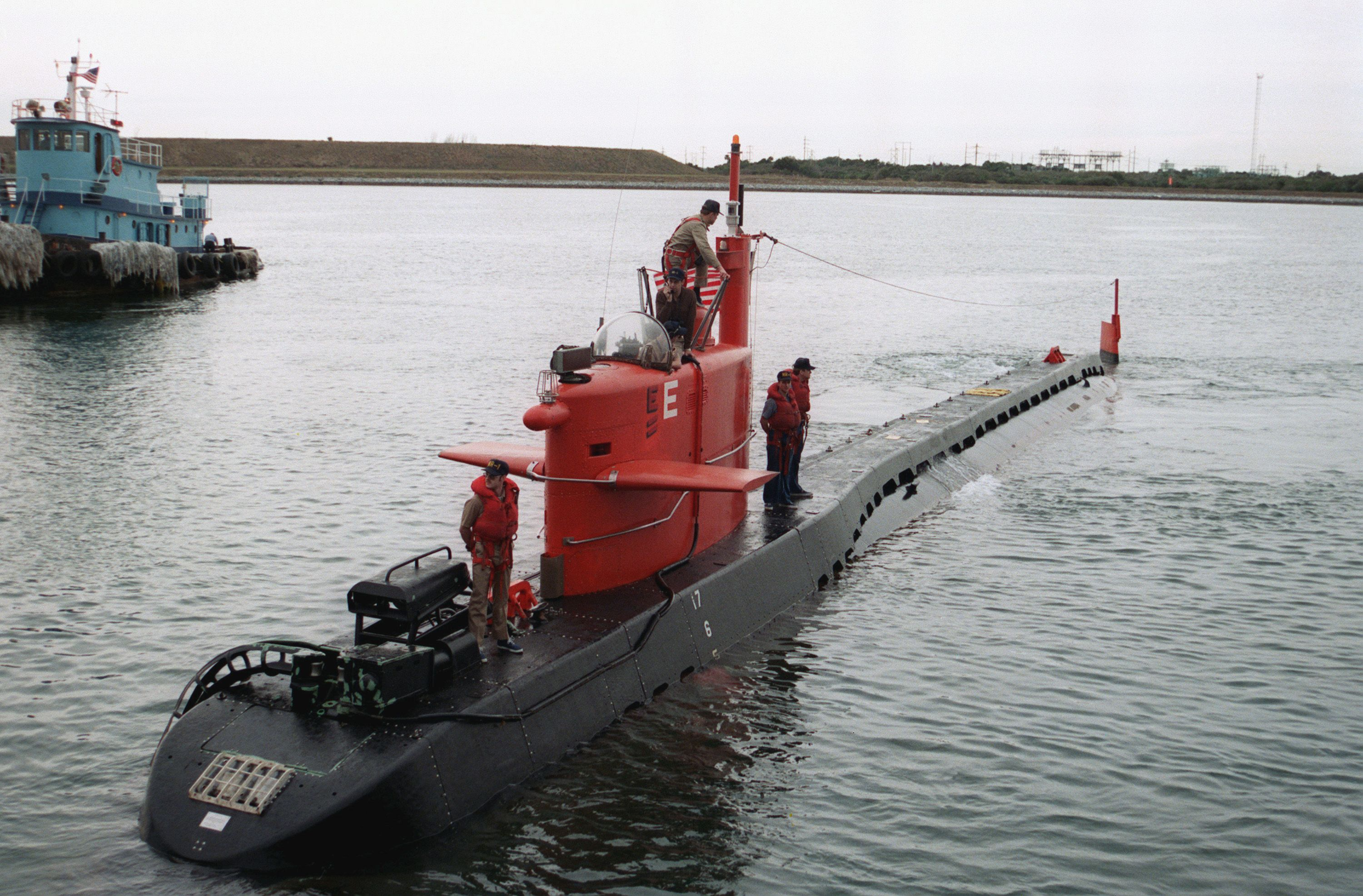
L'NR-1 al momento del rientro in porto

Decisamente più modesto è stato il numero di sottomarini impiegati per scopi scientifici. L'importanza del sottomarino come strumento per l'esplorazione degli abissi raggiunse il culmine solo verso la metà degli anni cinquanta del secolo scorso, quando il progresso tecnologico e l'impiego di materiali avanzati permisero la costruzione di sottomarini in grado di raggiungere profondità elevatissime. Grande notorietà ebbe il batiscafo Trieste, che nel 1960 raggiunse una profondità di oltre 10 000 metri con a bordo Auguste Piccard e Donald Walsh.
Non meno famoso fu il batiscafo francese FNRS-2, che per un certo periodo fu in competizione con il Trieste per la conquista degli abissi, anche se non si immerse mai a profondità superiori ai 4 000 metri. Nonostante queste prestazioni eccezionali lo sviluppo di nuovi batiscafi fu abbastanza limitato e con il progredire della tecnica si preferì affidare l'esplorazione degli abissi a mezzi robotizzati o a sommergibili guidati a distanza.
Tra i sottomarini impiegati per scopi scientifici spiccano anche alcune unità della classe XXI tedesca che furono convertite nel dopoguerra in sottomarini di ricerca. Di queste unità la più nota fu quella che portava il nome di Willhelm Bauer, unica della sua classe a essere rimasta in Germania nel dopoguerra, impiegata dalla marina militare tedesca per scopi di ricerca. Altrettanto famoso è stato inoltre il minuscolo sottomarino a propulsione nucleare NR-1 della US Navy, unico della sua classe, che veniva utilizzato fino al 2008 per scopi scientifici e ricerche di natura militare e civile. Anche la Russia impiega battelli a fini militari e scientifici, nonché per operazioni speciali e di intelligence.
Tra questi, il più avanzato è il Lošarik: in grado di spingersi fino a 6 000 metri di profondità, può svolgere ricerche scientifiche e recuperare equipaggi da altri sottomarini danneggiati, oltre a essere utilizzato per operazioni speciali.

## Principio di funzionamento
Il principio fisico in base al quale un sottomarino effettua le operazioni di emersione e immersione è sostanzialmente il principio di Archimede. Si hanno quindi due tipologie di funzionamento: in assetto neutro (sott'acqua) e in assetto positivo (sulla superficie dell'acqua); l'assetto negativo viene in genere evitato in quanto rappresenta una situazione di pericolo poiché porta il mezzo ad avere una densità media maggiore di quella dell'acqua, generando così una tendenza intrinseca all'affondamento; d'altronde un'eventuale immersione rapida può essere anche effettuata con l'ausilio dei timoni verticali e la spinta del motore.
La struttura del sottomarino è formata da due scafi: lo scafo esterno o scafo leggero, il quale imposta la forma idrodinamica del sommergibile, e lo scafo interno o scafo resistente, il quale deve far fronte appunto alla pressione idrostatica. La parte abitata del sottomarino è totalmente contenuta all'interno dello scafo resistente, mentre la zona tra i due scafi è divisa in sezioni dette casse.
Le casse possono assolvere a diversi compiti: le casse di zavorra sono le casse che, imbarcando acqua, aumenteranno il peso del battello. Col medesimo principio le casse di compensazione servono a compensare la perdita di liquidi o siluri in navigazione, mentre le casse di assetto servono a correggere l'assetto longitudinale o laterale del battello. In ultimo sono presenti casse contenenti combustibili, olii e acqua potabile, le casse di disimpegno e di espulsione.

### Funzionamento in assetto neutro
Siccome la struttura del sottomarino ha una densità maggiore di quella dell'acqua, senza alcun accorgimento si avrebbe l'affondamento, per questo all'interno della struttura viene ricavata una camera stagna, contenente una quantità di aria sufficiente a fare in modo che la densità media di tutto il sottomarino sia pari a quella dell'acqua (cioè circa 1 000 kg/m³). In queste condizioni si dice che il sottomarino è in assetto neutro, ovvero è sufficiente la sola forza del motore di coda perché il sottomarino si sposti nell'acqua. La direzione dello spostamento viene regolata grazie a un sistema di piani orizzontali e verticali analoghi a quelli presenti nell'impennaggio degli aerei: al movimento del timone (piano verticale) è associato lo spostamento orizzontale, mentre al movimento di piani orizzontali posti sulla coda del sottomarino è associato lo spostamento verticale.

### Funzionamento in assetto positivo
All'inizio della manovra di emersione, il sottomarino, avvicinandosi alla superficie dell'acqua, svuota le casse di zavorra, che in precedenza erano state allagate per immergere il sottomarino. Per fare questo, vengono azionate delle valvole che liberano all'interno delle casse aria compressa in precedenza all'interno di apposite bombole. Quest'aria, non potendo uscire dalle valvole di sfiato montate nella parte superiore dello scafo, forma una bolla che spinge l'acqua verso il basso dove sarà libera di uscire da un'apposita apertura nella parte inferiore, chiamata presa a mare. Per il principio di Archimede, la struttura si trova adesso in condizione di galleggiare in superficie, avendo una densità media minore di quella dell'acqua.

Sottomarino in assetto positivo (sulla superficie dell'acqua)
Apertura delle valvole
Sottomarino in assetto neutro (sott'acqua)

L'operazione di immersione di un sommergibile tipo
- A: sottomarino in superficie;
- B: manovra di immersione;
- C: sottomarino in immersione;
- 1: timoni orizzontali di poppa;
- 2a: cassa di assetto di poppa;
- 2b: cassa di compenso di poppa;
- 3a: cassa di emersione;
- 3b: cassa di compenso di centro;
- 3c: cassa di immersione rapida;
- 4: casse di zavorra principali;
- 5a: cassa di compenso di prora;
- 5b: cassa di assetto di prora;
- 6: timoni orizzontali di prora;
- 7: cassa di galleggiamento di prua.

## Aspetti tecnici

### Lo scafo

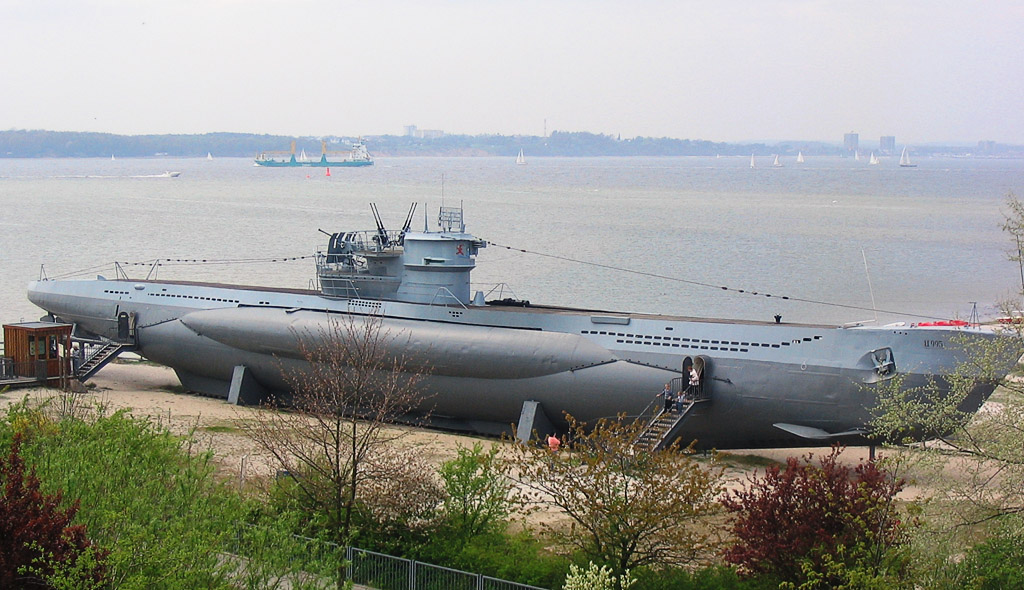
U-Boot Tipo VII della seconda guerra mondiale: si notino i serbatoi al lato che sporgono dallo scafo

Gli scafi dei primi sottomarini erano prevalentemente composti da assi di legno opportunamente fissate l'una con l'altra con l'ausilio di chiodi, viti o in alternativa semplicemente fissate con dei fili. Non di rado i primi rudimentali sottomarini erano composti dallo scafo di due imbarcazioni chiuse una sopra l'altra analogamente a una noce. Per garantire l'impermeabilità del mezzo si utilizzava della pece, che grazie alle sue proprietà idrorepellenti, oltre al fatto da fungere anche da collante, poteva impermeabilizzare l'interno degli scafi. Un'ulteriore impermeabilizzazione poteva derivare dall'utilizzo di pelli come rivestimenti degli scafi, anche se tale soluzione risultava ovviamente particolarmente costosa. Chiaramente le profondità di immersione che si potevano raggiungere con soluzioni tecniche di questo genere erano modestissime, nell'ordine di qualche metro. Fino al XIX secolo però la tecnica non permetteva di dotare questi primitivi mezzi di un'elica o di una qualunque propulsione e di fatto era necessario che fossero guidati da uno o più operatori che si trovavano su una nave o su una piattaforma galleggiante. Solo con lo sviluppo tecnologico a partire dai primi decenni del XIX secolo parve possibile costruire mezzi dotati di uno scafo sufficientemente evoluto che potesse anche ospitare un'elica al suo esterno. Questi battelli erano dotati di scafi in legno rinforzati in acciaio.

#### L'uso del metallo per gli scafi

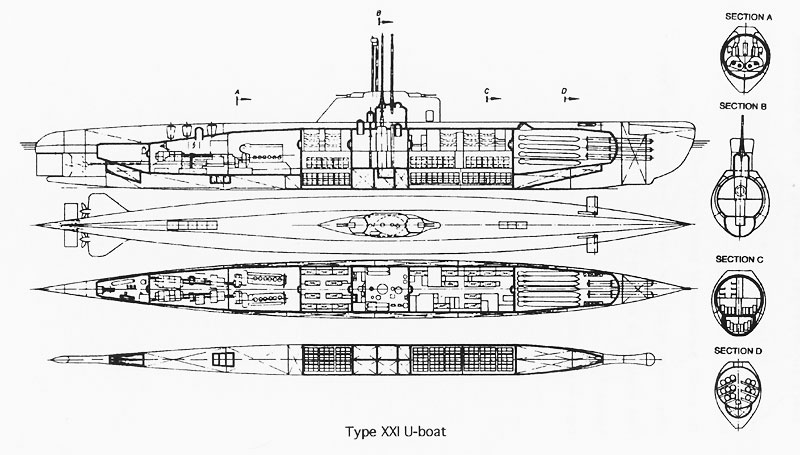
Unità della Classe XXI della seconda guerra mondiale: dettagli dello scafo

L'ulteriore progresso tecnologico consentì alla fine del diciannovesimo secolo di realizzare i primi scafi completamente in acciaio. Apparve quindi subito conveniente trasferire i serbatoi che fungevano da zavorra all'esterno dello scafo per aumentare lo spazio all'interno dell'imbarcazione. Per migliorare la governabilità e la sicurezza di tali sottomarini nella navigazione in superficie si decise di disporre i serbatoi intorno allo scafo in modo da creare un doppio scafo, anche se va precisato che una volta in immersione, dal momento che la pressione nei serbatoi era la stessa di quella all'esterno dello scafo, questi battelli equivalevano a sottomarini dotati di uno scafo a monoscocca. Un ulteriore problema per il mantenimento dell'assetto neutro derivava dal costante consumo di combustibile in fase di navigazione in superficie o a profondità periscopica quando si utilizzava lo Snorkel. Per ovviare anche a questo inconveniente si pensò di sfruttare la densità leggermente inferiore del gasolio rispetto all'acqua e le proprietà idrorepellenti del combustibile, applicando ai serbatoi del combustibile (detti anche bunker) dei fori nella parte inferiore. Questo accorgimento permetteva all'acqua di allagare il serbatoio man mano che il combustibile veniva consumato ed equilibrava grosso modo l'assetto del sottomarino. Tale soluzione fu però rapidamente abbandonata non appena fu possibile regolare in modo più preciso la quantità d'acqua all'interno dei serbatoi che fungevano da zavorra, dal momento che nonostante il sistema risultasse efficace si registrava pur sempre una debole perdita di combustibile a causa della miscelazione del combustibile con l'acqua che avveniva tra le superfici di contatto dei due fluidi.

#### L'era del doppio scafo

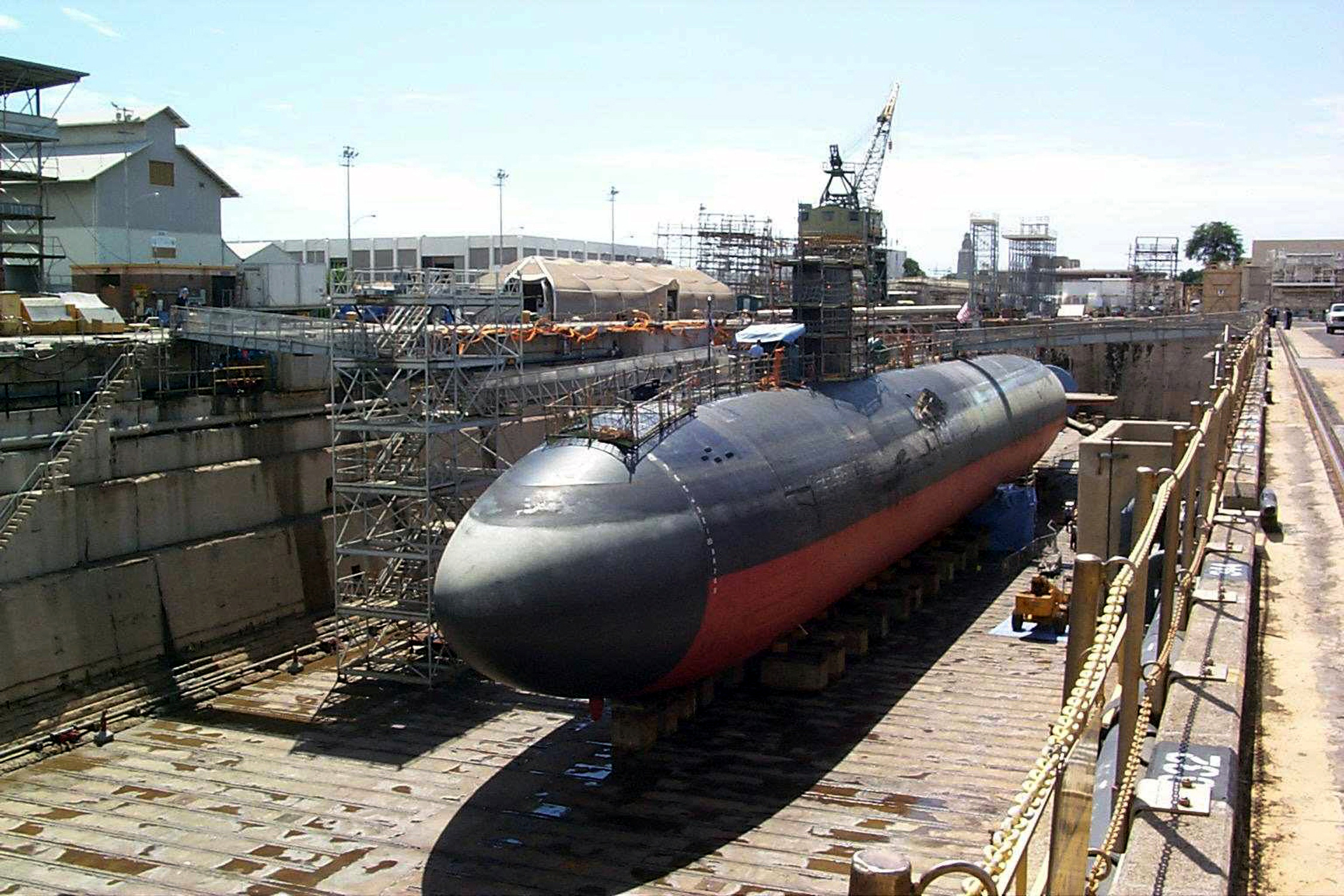
USS San Francisco unità della classe Los Angeles: si noti lo scafo a forma di cilindro

Soluzione tecnica che aumentò invece decisamente il livello di sicurezza dei sottomarini fu l'introduzione del doppio scafo che era composto da due scafi indipendenti entrambi stagni e capaci di resistere alla pressione esterna anche in caso di cedimento di uno dei due. Tale soluzione però comporta notevoli problemi tecnici, primo tra tutti l'elevato peso e gli ancora più elevati costi di costruzione. A causa di questi inconvenienti le unità di concezione moderna applicano una soluzione ibrida tra il doppio scafo e lo scafo semplice, in modo da offrire maggiore protezione alle parti più sensibili dello scafo e allo stesso tempo ridurre peso e costi. Un'importante innovazione nella costruzione degli scafi per sottomarini fu l'adozione di linee e forme idrodinamiche che oltre a ridurre il consumo energetico in immersione riducono sensibilmente i fruscii causati dalle turbolenze del liquido. Pietra miliare nella costruzione degli scafi è certamente rappresentata dall'USS Albacore, primo sottomarino a essere dotato di uno scafo cilindrico. Nonostante sia intuitivo che la forma cilindrica sia quella idrodinamicamente più vantaggiosa per uno scafo di un sottomarino, per lungo tempo si ritenne che essa fosse soggetta in immersione a un forte rollio che in casi estremi avrebbe potuto anche causare il rovesciamento dello scafo. Tali timori risultarono però infondati e l'esperienza dell'Albacore dimostrò che timoni verticali e orizzontali erano sufficienti a scongiurare un evento del genere. Le lamiere dello scafo ai fini della corretta tenuta venivano uniti tramite saldature interne, grande innovazione per quell'epoca.
Altro aspetto importante che ha visto nel corso dei decenni grandi innovazioni fu la resistenza degli scafi stessi, che con il progredire della tecnica fu decisamente migliorata, permettendo di aumentare in modo considerevole le profondità massime di immersione delle unità. Unità di ultima generazione concepite per scopi bellici possono raggiungere anche profondità di 600 metri mentre batiscafi e sottomarini utilizzati per scopi scientifici sono in grado di immergersi a profondità che vanno ben oltre i 2 000 metri.

### Armamento

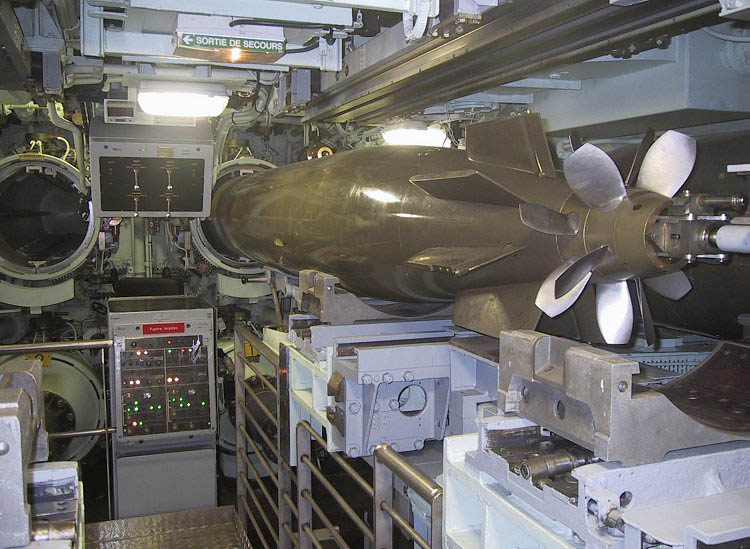
Tubi lancia siluri a bordo di un sottomarino

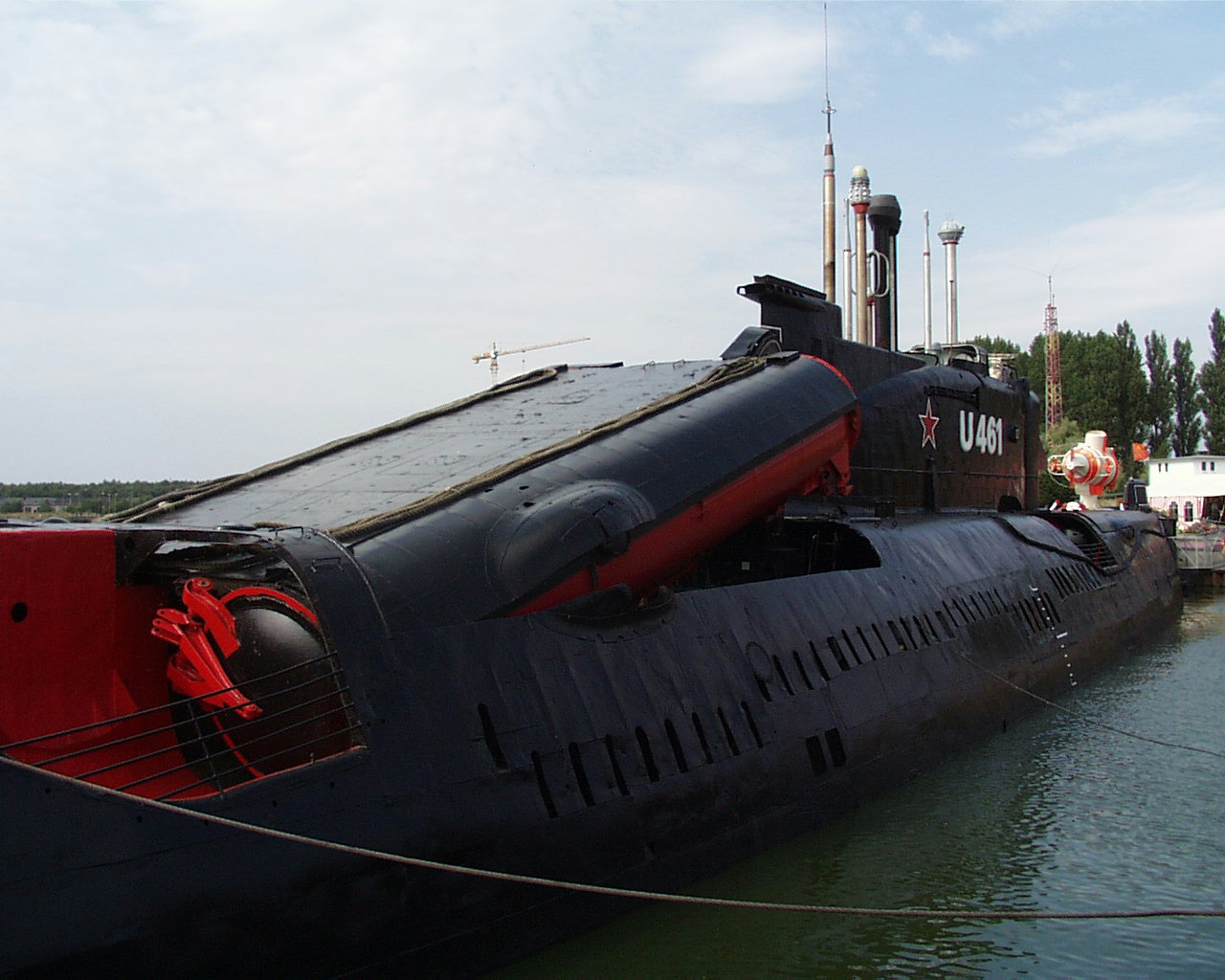
Tubi di lancio per missili da crociera a bordo di un'unità della classe Juliett

L'arma principale di ogni sottomarino è rappresentato dal siluro. I siluri vengono lanciati tramite i tubi lancia siluri e la loro propulsione avviene grazie a un'elica, anche se in passato furono sviluppati siluri con una propulsione a getto d'acqua. La guida dei siluri avviene normalmente tramite un cavo, pur tenendo conto che negli ultimi anni sono stati sviluppati siluri capaci di individuare il proprio bersaglio in modo autonomo. Nei sottomarini di ultima generazione i tubi lancia siluri possono essere utilizzati anche per il lancio di missili da crociera come il Tomahawk, missili antisom come l'ASROC e missili antinave come l'Harpoon. Va però specificato che di norma l'armamento composto dai missili da crociera in camera lanciasiluri risulta modesto. Questo avviene non solo a causa dell'elevatissimo costo di queste armi, ma anche a causa del fatto che ogni missile imbarcato equivale a un siluro in meno a bordo. Ai missili da crociera viene solitamente riservata una camera di lancio apposita che permette il lancio verticale di missili destinati a bersagli navali o terrestri come ad esempio il già citato Tomahawk che può essere lanciato sia da normali tubi lanciasiluri sia da appositi lanciatori verticali. Normalmente i tubi lancia siluri si trovano a prua del sottomarino, ma in alcune unità progettate in passato fino alla metà degli anni cinquanta i tubi lancia siluri potevano trovarsi anche a poppa. In unità di notevoli dimensioni, quali i battelli della classe Los Angeles i tubi lancia siluri si trovano invece nel primo terzo superiore dello scafo al disopra della prua, dove invece sono stati alloggiati gli impianti sonar.
A seconda dell'armamento del quale dispongono, i moderni sottomarini nucleari si differenziano in SSN, SSGN o SSBN, dove la lettera N indica appunto la propulsione nucleare. I primi sono prevalentemente armati con siluri e missili antinave e sono impiegati principalmente per il pattugliamento antinave e antisom; gli SSGN dispongono anche di un consistente numero di tubi lanciamissili in funzione antinave o per colpire bersagli a terra; gli SSBN sono equipaggiati con una batteria di sili per il lancio di missili balistici nucleari strategici SLBM e utilizzano i tubi lancia siluri solo per l'autodifesa. Le dimensioni dei missili balistici impongono il loro posizionamento verticale, solitamente su due file parallele, mentre per i tubi lanciamissili degli SSGN è sufficiente che siano inclinati di circa 20 gradi. I moderni sottomarini a propulsione Diesel-elettrica sono classificati SS o SSK e hanno armamento e compiti simili agli SSN.
A partire dai primi anni del dopoguerra i sottomarini di nuova costruzione erano sprovvisti di armamento in coperta che fu progressivamente rimosso anche dalle unità più anziane. L'idea di ingaggiare una battaglia in superficie contro le navi nemiche si era rivelata eccessivamente rischiosa già nel corso della seconda guerra mondiale e gli sviluppi tecnologici con l'introduzione dei missili rendevano i cannoni completamente obsoleti.
Arma che invece dagli albori delle prime unità fino ai giorni nostri ha continuato a conservare validità pur essendo stata utilizzata in modo relativamente marginale sono state le mine. Infatti quasi tutti i sottomarini hanno conservato la capacità di posare mine attraverso i tubi lancia siluri.
Va infine notato come quasi tutti i sottomarini costruiti finora siano sprovvisti di armi idonee a ingaggiare aeromobili. Tale mancanza è da imputarsi principalmente al fatto che un sottomarino in immersione non ha alcuna possibilità di individuare bersagli aerei. Alcuni sistemi sono stati ideati in passato, ma nessuno di essi ha mai trovato effettivo impiego operativo a bordo di sottomarini. Fanno eccezione il sistema tedesco IDAS sviluppato per le unità della classe U-212 che è stato testato in fase sperimentale, e la classe Kilo russa, che integra un lanciatore fisso per otto missili SA-N-8 o SA-N-10. Su alcune unità, come quelle della classe Sierra, sono stati imbarcati sistemi d'arma spalleggiabili Strela simili ai missili occidentali Stinger, da utilizzarsi però in caso di emergenza, qualora l'unità si trovasse nell'impossibilità di immergersi. Teoricamente una soluzione del genere può essere implementata su qualsiasi sottomarino, perché si tratta di sistemi portatili che non richiedono alcuna modifica o integrazione.

### Sensori

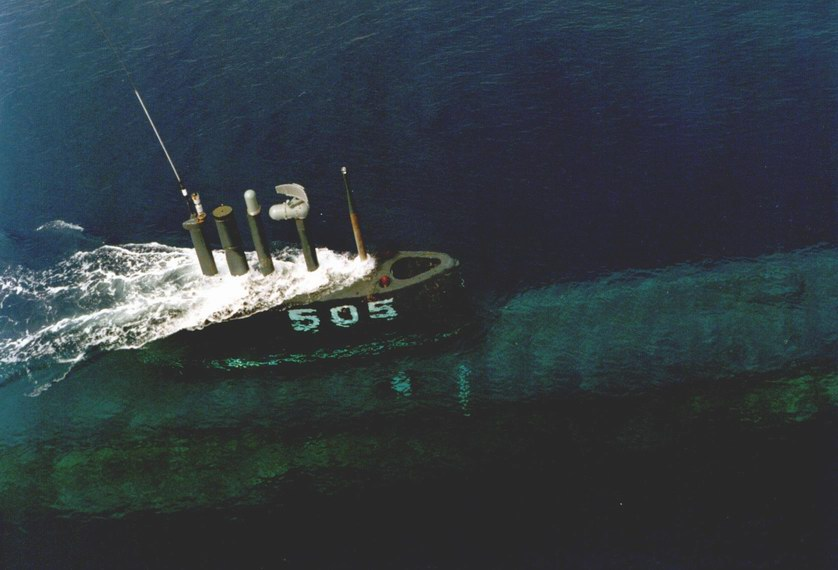
Il sottomarino Bagnolini in navigazione a quota periscopica

I primi sommergibili non disponevano di alcun tipo di sensore per cui navigavano in immersione affidandosi esclusivamente alle carte nautiche e al barometro. Per la navigazione in superficie si faceva ricorso a personale di vedetta.
Il sensore principale dei moderni sottomarini è il sonar, utilizzato in immersione profonda per individuare ostacoli e bersagli. Il sonar può operare in modalità attiva (emettendo onde sonore e interpretandone il riverbero) o passiva, come un idrofono. Quest'ultima modalità è quella più utilizzata in quanto l'emissione di onde sonore rivela la presenza del sottomarino anche a grandi distanze, al punto che su alcune unità come i battelli italiani della classe Todaro il sonar può operare esclusivamente in modo passivo.
I sottomarini dispongono generalmente di vari tipi di sensori sonar. A quello principale, installato in un bulbo o sotto una cupola in fibra di vetro rinforzata a prua, si aggiungono sensori passivi disposti lungo lo scafo e il sonar passivo rimorchiato (in inglese towed array). Quest'ultimo è costituito da sensori filati a distanza dal sottomarino e trainati per mezzo di un cavo. Questo accorgimento consente di allontanare i sensori dalle fonti di disturbo (eliche e impianto motore) e di estendere così la portata e la sensibilità della ricezione, nonché a coprire il settore poppiero. L'utilizzo del sonar rimorchiato, che richiede diversi minuti sia per il dispiegamento sia per il riavvolgimento, impone significative limitazioni alla manovrabilità e alla velocità del sottomarino. Infine, per la navigazione e la rilevazione di ostacoli e mine viene utilizzato il sonar ad alta frequenza, che per la bassa potenza di emissione ha una portata ridotta e non tradisce la presenza del sottomarino.
A quota periscopica e in affioramento i sottomarini utilizzano altri sensori, montati su alberi telescopici che fuoriescono a comando dalla torretta, e in particolare il periscopio, il radar e gli apparati ESM. Il periscopio consente al sottomarino di osservare l'ambiente circostante e di calcolare telemetricamente la distanza dei bersagli. I moderni periscopi sono dotati di sensori ottici, televisivi, all'infrarosso e a luce amplificata. Il radar è utilizzato principalmente per la navigazione in assenza di minacce in quanto, come il sonar attivo, tradisce la presenza del sottomarino a grandi distanze. I sensori ESM consentono di rilevare e interpretare le emissioni elettromagnetiche dei radar e dei sistemi di radiocomunicazione del nemico senza inviare a loro volta segnali utili al nemico per l'individuazione del battello.

### Impianti radio

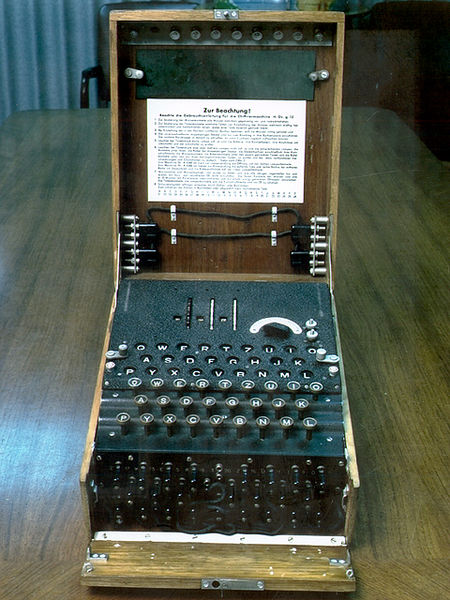
Apparecchio Enigma della seconda guerra mondiale per crittografare i messaggi radio

La comunicazione con sottomarini in superficie avviene tramite le normali apparecchiature radio utilizzate anche dalle navi militari. Molto più problematica invece risulta la comunicazione radio con unità che si trovano in immersione anche a profondità modeste. L'unico modo per comunicare in questo caso è tramite segnali radio a bassissima frequenza (VLF). Questo permette di contattare unità che si trovano a profondità fino 30 metri circa. Le tecniche di comunicazione con sottomarini che si trovano a profondità maggiori sono in buona parte coperte dal segreto militare. È noto però che Stati Uniti e Unione Sovietica trasmettevano in passato messaggi ai loro sottomarini sulle rispettive frequenze a 76 Hz e a 82 Hz, quindi a frequenze estremamente basse anche note come frequenze ELF e pertanto idonee a trasmettere dati a una velocità estremamente bassa anche al fine di facilitarne la ricezione. È verosimile che tali comunicazioni si limitassero a un segnale di chiamata al sottomarino per ordinargli di portarsi a profondità periscopica da dove ricevere un trasferimento di dati su frequenze più alte.
Tuttavia a partire dal 2004, alcune di queste stazioni hanno cessato di trasmettere. Al loro posto vengono probabilmente utilizzati sistemi più sofisticati come lo statunitense SUBTACS che trasmette su frequenze comprese fra 30 e 300 Hz, dotato di apparecchiature più semplici e compatte ed è in grado di comunicare con sottomarini anche a profondità elevate, con una capacità di trasmissione dati 300 volte superiore a quella dei tradizionali apparati ELF. Gli Stati Uniti utilizzano anche velivoli speciali, conosciuti con la sigla TACAMO, per comunicare a grande distanza con i sottomarini in immersione. Tutte le moderne comunicazioni radio militari utilizzano algoritmi criptati che rendono particolarmente difficile la loro decodifica, garantendo un elevato livello di sicurezza.
Molto rischioso invece risulta l'invio di segnali radio dal sottomarino stesso, dato che questa attività potrebbe non solo rivelare la presenza del sottomarino ma anche la sua posizione. Molti sottomarini dispongono di una boa radio che viene fatta emergere solo per il tempo necessario per comunicare (via satellite); la boa è legata al sottomarino attraverso un lungo cavo di collegamento che nasconde la reale posizione del mezzo ai sistemi di rilevamento nemici. I rischi sono ulteriormente ridotti grazie all'uso di sistemi di trasmissione "accelerata" via satellite come lo SSIXS che minimizzano il tempo di trasmissione e antenne fortemente direzionali. In alternativa ai sistemi prima citati per la comunicazione è possibile inviare segnali acustici o luminosi su breve distanze utilizzando il codice Morse, anche se tale utilizzo si limita ai soli casi di emergenza. Infine un apparecchio che in passato fu frequentemente utilizzato soprattutto dai sottomarini scientifici fu l'idrofono, che pur non necessitando di un filo per permettere la comunicazione fu man mano sostituito nel corso degli anni da sistemi più evoluti.

### Propulsione

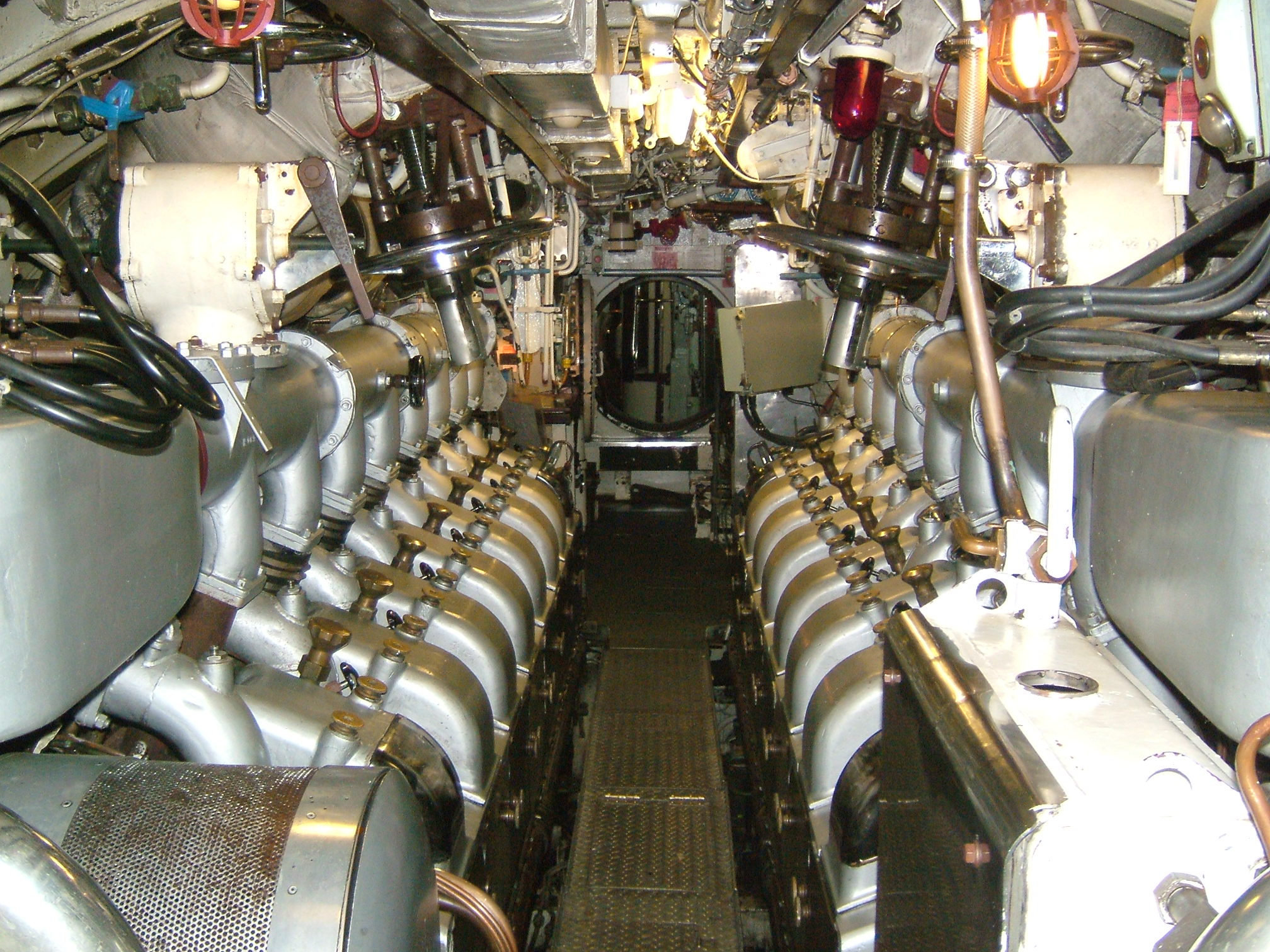
Il motore Diesel del sottomarino HMS Ocelot

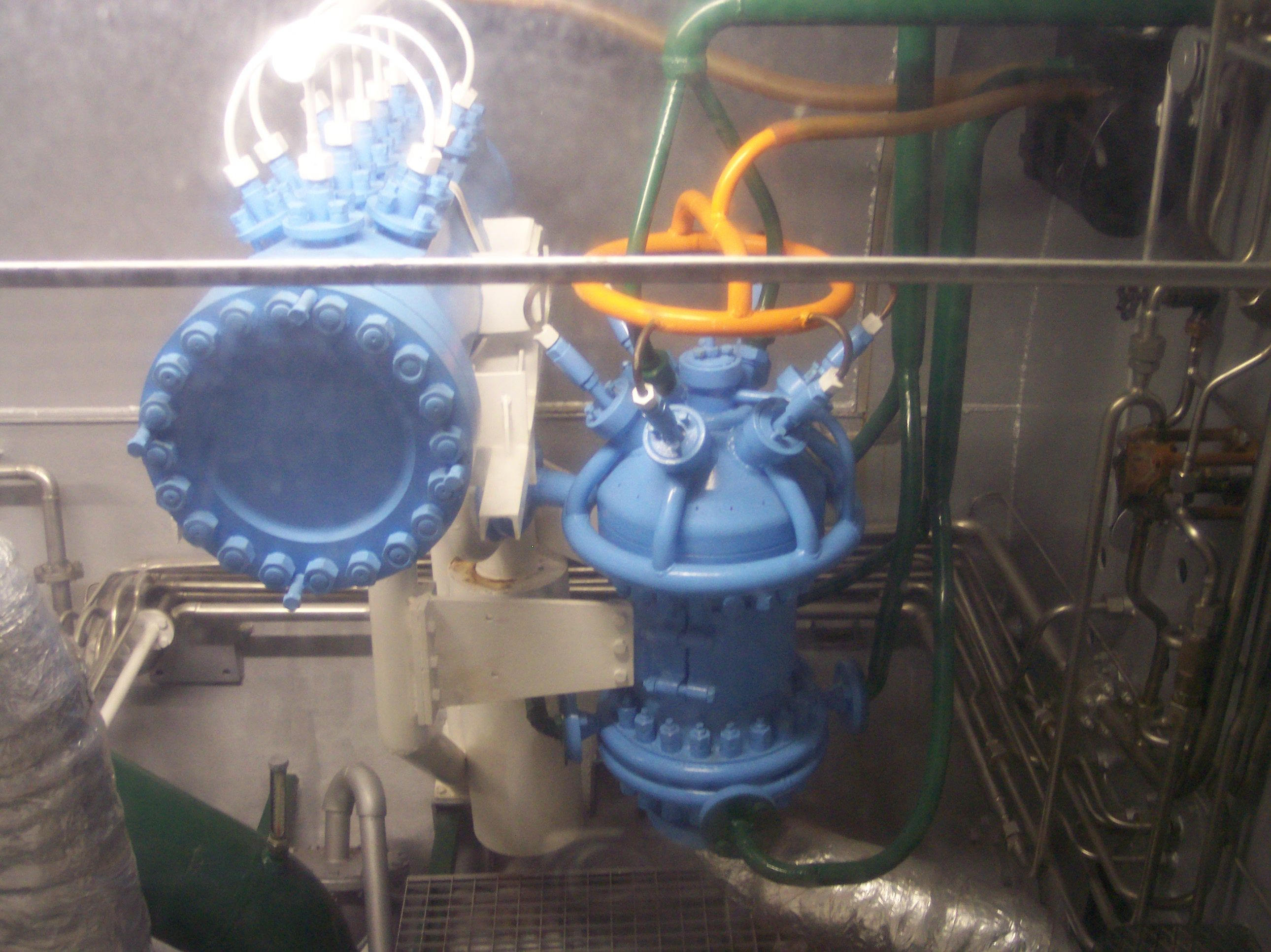
Generatore di vapore di un motore Walter

Uno degli aspetti più importanti di un sottomarino è sicuramente costituito dal suo apparato motore. In passato i primi sottomarini dovevano fare affidamento sulla forza-motore umana, ma già a partire dalla fine del XIX secolo si iniziò a valutare possibili alternative. Il problema maggiore era rappresentato dal fatto che la quantità di ossigeno disponibile in immersione era molto limitata e di conseguenza risultava difficile utilizzare motori a combustione. Sottomarini dotati di motori a vapore con grandi caldaie parvero quindi subito difficili da realizzare. Una primissima soluzione al problema fu fornita dall'utilizzo di un motore Stirling che poteva ad esempio sfruttare il calore di una reazione chimica o semplicemente il calore prodotto da una resistenza elettrica. Tuttavia il rendimento bassissimo di questi motori spinse i progettisti a concentrare gli sforzi nello sviluppo di motori elettrici che con l'ausilio di un congruo numero di batterie potevano fornire per un discreto lasso di tempo abbastanza corrente elettrica per poter navigare. Si pose di conseguenza il problema di come ricaricare le batterie in mare senza dover rientrare ogni volta in porto.

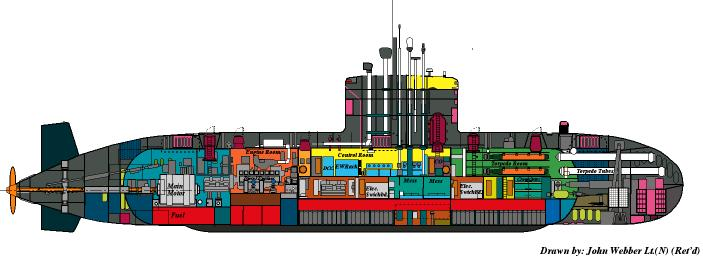
Spaccato di un moderno sottomarino Diesel elettrico

Per fare questo si dotarono i sottomarini di motori a benzina o Diesel, che durante la navigazione in superficie potevano ricaricare le batterie. Le unità erano quindi dotate di due motori, uno elettrico e uno a combustione interna. Di conseguenza, vista anche la modesta quantità di carica elettrica che potevano immagazzinare le prime batterie, questi sottomarini dovevano riemergere a intervalli costanti per ricaricare le proprie batterie. Tale soluzione tecnica parve quindi ancora insoddisfacente, dato che durante la navigazione in superficie il sottomarino risulta particolarmente vulnerabile. Si cercò quindi di sviluppare diverse soluzioni tecniche che potessero ovviare a questa carenza. Un primo tentativo fu fatto da Helmuth Walter durante i primi due decenni del XX secolo con lo sviluppo di un motore chimico a combustione anche noto con il nome di motore Walter il quale funzionava a perossido di idrogeno e alimentava una turbina la quale forniva sufficiente potenza per alimentare tutto il sottomarino. Pure trattandosi di un concetto innovativo, che vide alcuni notevoli sviluppi nel corso della seconda guerra mondiale, questa soluzione tecnica risultò di scarso successo. Applicata solamente a poche unità di fabbricazione sovietica del dopoguerra, fu ben presto abbandonata a favore dei motori Diesel combinati con un motore elettrico, che risultavano decisamente più affidabili e meno pericolosi.
Nel corso della seconda guerra mondiale fu messo a punto lo Snorkel, una specie di tubo telescopico attraverso il quale i sottomarini possono aspirare l'aria necessaria al funzionamento dei motori Diesel, restando immersi a quota periscopica. Lo Snorkel è installato su tutti i sottomarini convenzionali e consente di ridurre la vulnerabilità del battello durante la navigazione a motore e la ricarica delle batterie, ma è rilevabile dai radar nemici.
Il primo tipo di propulsione che invece rese realmente indipendenti i sottomarini dall'aria in superficie fu quella nucleare. Le unità moderne di grandi dimensioni sono dotate di un reattore nucleare che fornisce tutta la quantità di energia elettrica necessaria per la navigazione e il funzionamento delle apparecchiature di bordo. Tuttavia la presenza di un reattore nucleare comporta problemi notevoli, primo tra tutti la schermatura dalle radiazioni. Le dimensioni estremamente ridotte di un sottomarino rendono difficile un'efficace schermatura. Un ulteriore problema è dato dalle ridotte dimensioni del reattore stesso e dal calore che questo emette. Rispetto ai reattori presenti nelle centrali nucleari, il reattore di un sottomarino ha spesso la metà o anche meno del volume di un reattore normale. Questo rende particolarmente difficile e pericoloso l'utilizzo delle normali barre di combustibile utilizzate negli impianti convenzionali, circostanza che spinse i progettisti ad adottare soluzioni tecniche particolari. Il calore in eccesso proveniente dal reattore costringe poi a utilizzare grandi quantità di acqua per raffreddarne il ciclo primario. Ciò rende necessario l'impiego di potenti pompe che aumentano notevolmente la quantità di rumore emesso. Rispetto ai sottomarini Diesel-elettrici le unità dotate di propulsione nucleare risultano particolarmente rumorose. Sulle unità di ultimissima generazione è possibile raffreddare il reattore sfruttando i flussi convettivi del liquido refrigerante senza dover ricorrere all'ausilio di pompe. Questo funziona però solo a regimi ridotti, mentre non appena la potenza richiesta al reattore aumenta risulta indispensabile l'ausilio delle pompe di raffreddamento. Inoltre per ridurre le vibrazioni trasmesse dalla turbina allo scafo l'intero impianto viene alloggiato su appositi assorbitori d'urto che ne riducono le vibrazioni.
Una diversa soluzione tecnica sviluppata in tempi recenti fu l'introduzione delle pile a combustibile che consentono di prolungare significativamente l'autonomia in immersione dei battelli Diesel-elettrici. A loro volta però anche le pile a combustibile presentano inconvenienti notevoli: il loro costo è elevato e la quantità di corrente fornita è relativamente limitata. A meno di un'eventuale regolazione del flusso di idrogeno e di ossigeno la corrente elettrica risulta costante e non può essere incrementata oltre un certo limite anche aumentando la pressione a entrambi i lati della proton exchange membrane. Per raggiungere elevati picchi di potenza risulta quindi necessario abbinare l'utilizzo delle pile a combustibile con quello degli accumulatori.

## Gli altri operatori

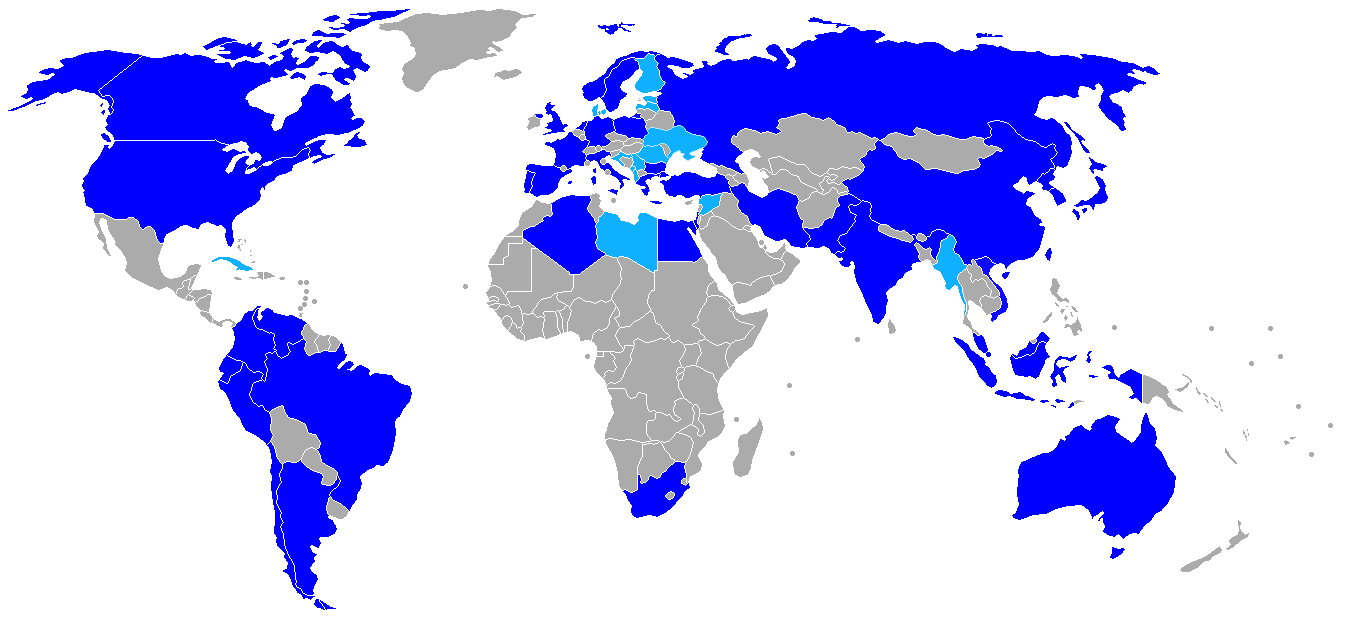
<div "align=center">Paesi che dispongono di sottomarini (blu scuro) e paesi che in passato hanno avuto sottomarini (blu chiaro)

Oltre alle nazioni già citate in precedenza (Stati Uniti, Russia, Germania, Italia), tra i principali utilizzatori di sottomarini spiccano Regno Unito, Francia e Cina. Queste tre potenze nucleari dispongono di sottomarini SSBN e SSN, sia pure in numero notevolmente inferiore rispetto a Stati Uniti e Russia. L'unica grande potenza sprovvista di SSBN è ancora l'India che fino a ora si è limitata a ricevere in leasing unità SSN prima di fabbricazione sovietica e poi russa. Diverso è il discorso per il Giappone che, non potendo per scelta costituzionale dotarsi di armamenti nucleari, ha comunque costruito e mantenuto una consistente flottiglia di battelli convenzionali. Dopo aver raggiunto un picco nel dopoguerra, complessivamente il numero di paesi che operano sottomarini è andato via via riducendosi a partire dalla fine della guerra fredda, probabilmente per l'elevato costo di gestione di queste unità che ha disincentivato l'acquisizione di nuove unità per sostituire quelle in radiazione.

### Regno Unito

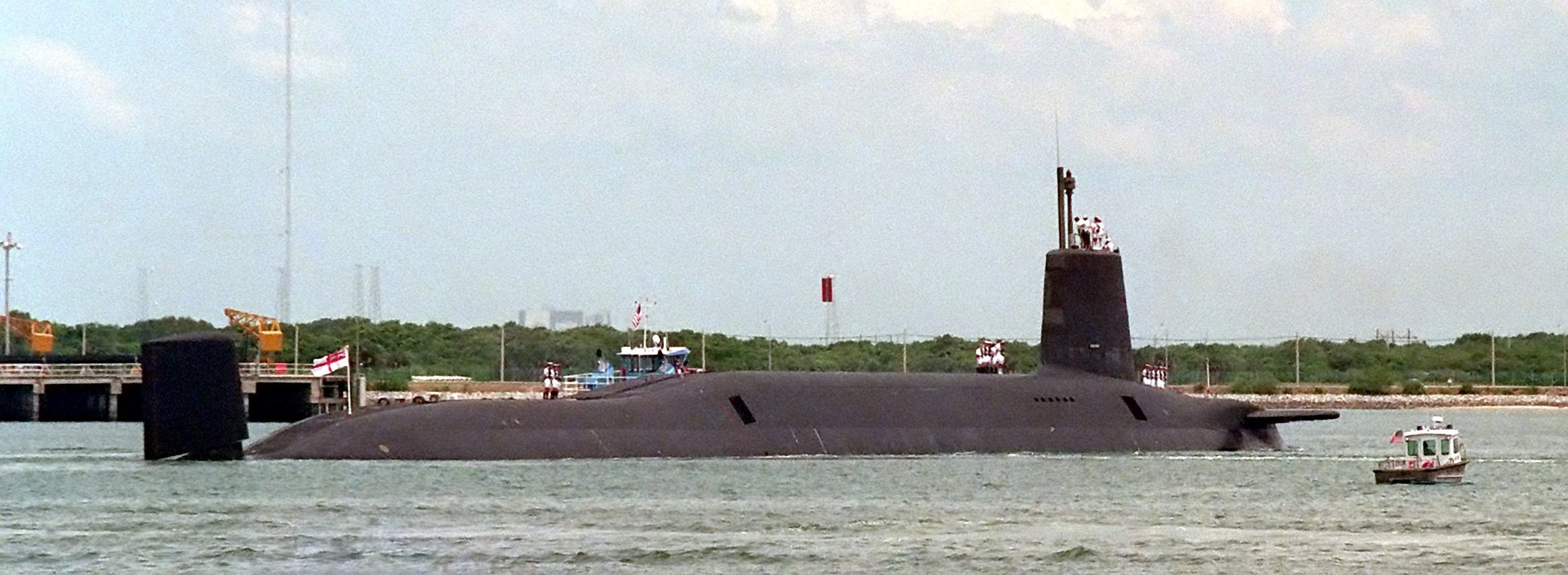
Unità della classe Vanguard

L'evoluzione dei sottomarini nel Regno Unito fino allo scoppio della seconda guerra mondiale fu simile a quella che avvenne in molti altri paesi europei. Con la fine del conflitto però anche la Royal Navy si ritrovò a gestire un vasto numero di unità ormai obsolete. Analogamente a quanto avvenne negli Stati Uniti, le conoscenze acquisite in Germania innovarono radicalmente la concezione e la progettazione delle nuove unità. Si puntò quindi a ridurre il numero di sottomarini in favore dell'introduzione di unità decisamente più moderne. Anche il Regno Unito intraprese la strada della propulsione nucleare e nel 1963 fu varato il primo sottomarino atomico, l'HMS Dreadnought. Quattro anni più tardi fu varato il primo SSBN della Royal Navy, l'HMS Resolution che diede anche il nome a questa classe composta da quattro unità armate con missili Polaris. A partire dalla metà degli anni novanta le unità della classe Resolution furono sostituite da quelle più avanzate della classe Vanguard che furono armate con missili Trident di ultima generazione. Tra i molti primati che spettano alla Royal Navy va quello della prima unità SSN al mondo ad avere affondato una nave nemica: nel corso della guerra delle Isole Falkland l'HMS Conqueror, un SSN della classe Churchill, affondò al largo delle coste dell'Argentina l'incrociatore Belgrano. Nonostante la buona prova dei propri sottomarini nucleari, la marina britannica fece sviluppare diverse classi di sottomarini Diesel-elettrici che ebbero anche discreti successi nell'esportazione, come la classe Oberon, esportata in Australia (sei), Brasile (tre) e Canada (quattro), e la classe Upholder, ora venduta al Canada e rinominata Victoria. Dal 1994 il Regno Unito si è impegnato nel rinnovamento dei propri sottomarini nucleari d'attacco (SSN) lanciando un programma che ha dato origine alla nuova classe Astute che dovrebbe sostituire la classe Trafalgar.

### Francia

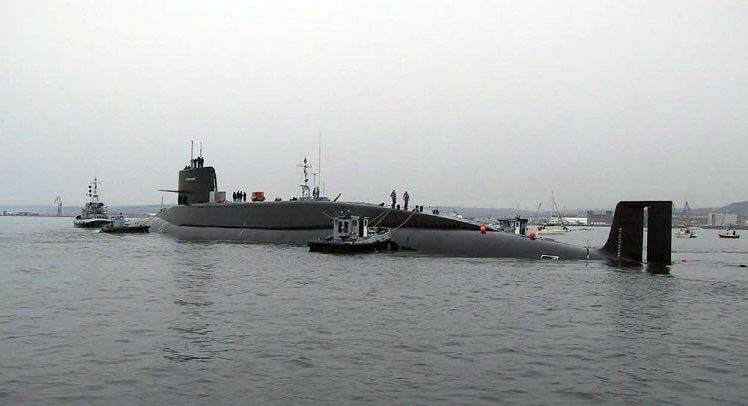
Unità della classe Redoutable

Al termine della seconda guerra mondiale la Francia si ritrovava quasi completamente sprovvista di sottomarini e con un sensibile gap tecnologico da colmare. L'occupazione tedesca aveva impedito qualsiasi attività di sviluppo nel settore e le principali infrastrutture risultavano pressoché distrutte.
Ciò nonostante, l'impegno francese per recuperare il divario rispetto alle altre superpotenze fu estremamente efficace e già nei primi anni cinquanta era iniziato lo sviluppo di unità dotate di propulsione nucleare privilegiando, contrariamente ad altri paesi, gli SSBN rispetto agli SSN.
Nel 1967 entrò in servizio la prima unità della classe Le Redoutable, composta da sei unità, sostituite solo verso la fine degli anni novanta dai sottomarini della classe Le Triomphant.
Contrariamente alla Royal Navy la marina militare francese non equipaggiò i propri SSBN con missili di fabbricazione statunitense ma sviluppò un proprio sistema d'arma.
A partire dal 1979 gli SSBN francesi furono affiancati dagli SSN della classe Rubis che a partire dal 2017 dovrebbero essere sostituiti dagli SSN della classe Suffren.
Nel dopoguerra, la Francia costruì per la Marine nationale i seguenti sottomarini: sei della classe Narval, quattro della classe Aréthuse, undici della Daphné, due sottomarini sperimentali Q244 e Gymnote, sei della classe Le Redoutable, quattro della classe Agosta, sei della classe Rubis, quattro della classe Le Triomphant e sei della classe Suffren (questi ultimi in costruzione).

### Cina

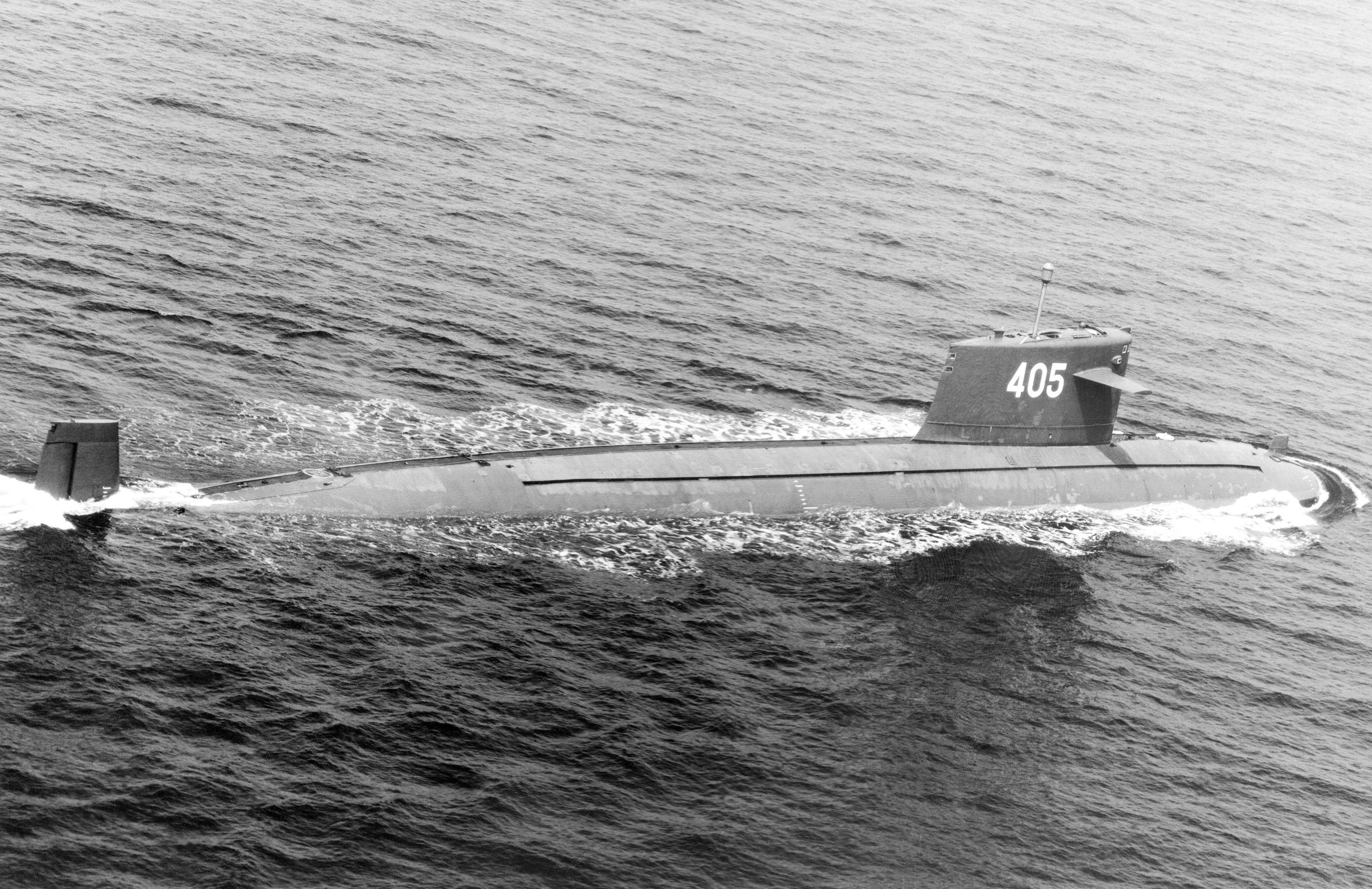
Sottomarino della classe Han

La Cina è stata l'ultima, tra le grandi potenze nucleari, a essersi dotata di sottomarini atomici. Fino a metà degli anni sessanta il grosso della flotta cinese era composta da unità di fabbricazione sovietica di seconda mano o costruite su licenza. Con il deteriorarsi dei rapporti tra Cina e Unione Sovietica, la cessione di mezzi e tecnologia da parte dell'URSS fu interrotta. L'ultimo contributo tecnologico ricevuto dalla Cina fu probabilmente la fornitura dei progetti per la costruzione di sottomarini della classe Golf I. A partire dalla metà degli anni sessanta la Cina iniziò quindi a sviluppare unità di propria concezione e nel 1974 entrò in servizio la prima unità della classe Han dotata di propulsione nucleare. Dal 1987 anche la Cina dispone di un SSBN della classe Xia, invero caratterizzata da ridotti livelli di operatività ed equipaggiata con missili balistici a media gittata. Nonostante gli enormi sforzi cinesi per sviluppare queste unità, la costruzione di nuovi sottomarini avvenne molto lentamente, tanto che della classe Han furono costruite dal 1974 al 1992 sole cinque unità. È attualmente in sviluppo una nuova generazione di sottomarini nucleari d'attacco, la Tipo 093 Shang, paragonabile ai vecchi battelli della classe Victor russa, e un nuovo SSBN, il Tipo 94 Jin, che come lo Xia viene mutuato dallo scafo della classe di SSN coeva, opportunamente allungato.

### Giappone

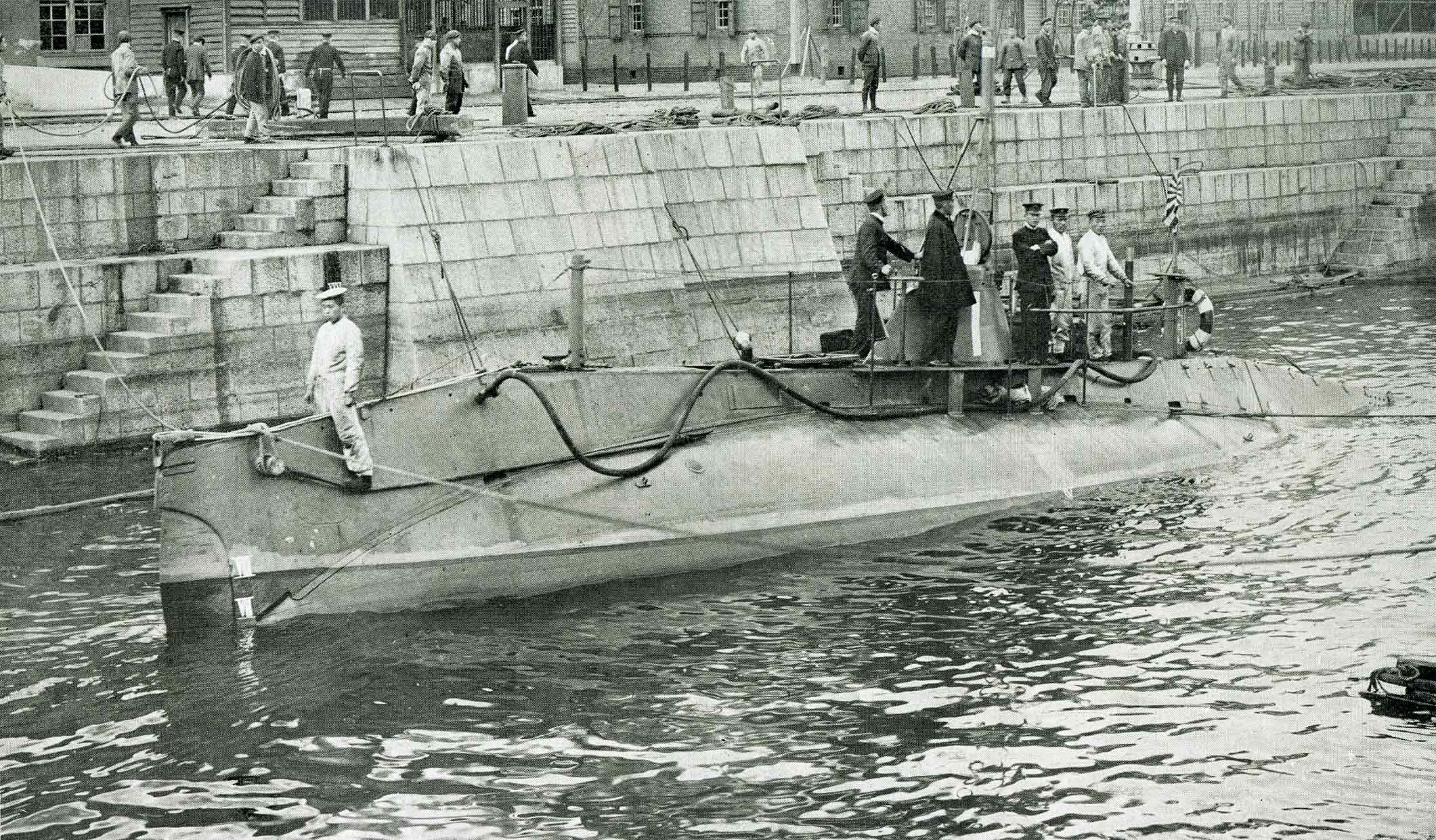
Unità Nr. 6, un'unità della classe Holland costruita negli Stati Uniti per il Giappone, andata tragicamente persa in un incidente

Tra le nazioni con una delle più lunghe tradizioni nella progettazione e costruzione di sottomarini spicca anche il Giappone, che mise in servizio i suoi primi battelli già a partire dalla guerra russo giapponese nel 1905. Da allora le unità sottomarine furono una componente costantemente presente nell'arsenale militare nipponico e divennero un importante pilastro della marina imperiale giapponese. Numerosissimi furono di conseguenza i progetti sviluppati dal Giappone specialmente nel periodo compreso tra l'inizio degli anni venti e la fine della seconda guerra mondiale. Durante questi due decenni la marina militare giapponese mise in servizio un vasto numero di unità, molte delle quali per l'epoca modernissime, come l'unità Nr. 71. Sorprendentemente però i progetti delle unità realizzate durante la seconda guerra mondiale, come quelle della classe I-400 e KD, non furono altrettanto riusciti. Perlopiù le unità utilizzate durante il conflitto erano unità dalle dimensioni spropositate, spesso equipaggiate di un hangar per ospitare un velivolo o dotate di appositi accorgimenti per trasportare un minisottomarino o un Kaiten da impiegare in attacchi contro le unità nemiche ormeggiate in porto. Queste complesse sovrastrutture limitavano però in modo considerevole l'autonomia delle unità in immersione rendendole vulnerabili agli attacchi delle navi nemiche e dei ricognitori aerei.
Alla fine del conflitto dopo la capitolazione del Giappone tutte le unità ancora operative dovettero essere cedute agli Alleati che le ispezionarono negli stessi porti giapponesi dov'erano ormeggiate. Il grosso della flotta venne quindi autoaffondato al largo delle coste, mentre alcune poche unità, ritenute di interesse da parte delle forze alleate furono trasferite negli Stati Uniti per ispezioni più approfondite. A partire dal 1950, dopo che il Giappone aveva ricevuto il permesso da parte degli Alleati di dotarsi nuovamente di forze armate, la marina militare giapponese ricevette in prestito dagli Stati Uniti un sottomarino non modificato della classe Gato che portava il nome di USS Mingo che utilizzò per l'addestramento dei propri equipaggi. Il primo sottomarino di fabbricazione giapponese a entrare in servizio nel dopoguerra fu invece lo Oyashio. Varato nel 1959, fu la prima unità della classe Hayashio, che comprendeva ulteriori tre sottomarini che vennero acquisiti nel corso degli anni seguenti. Attualmente il Giappone possiede una flottiglia di diciotto sottomarini convenzionali e sta sperimentando battelli con propulsione AIP. La spina dorsale di questa forza è la classe Harushio, che è un miglioramento della precedente classe Yushio, con scafo a goccia e siluri guidati di tipo Mk48 ADCAP, sonar fisso ZQQ e sonar filabile TASS (Towed Array Sensor Sonar).

## Incidenti avvenuti a bordo di sottomarini

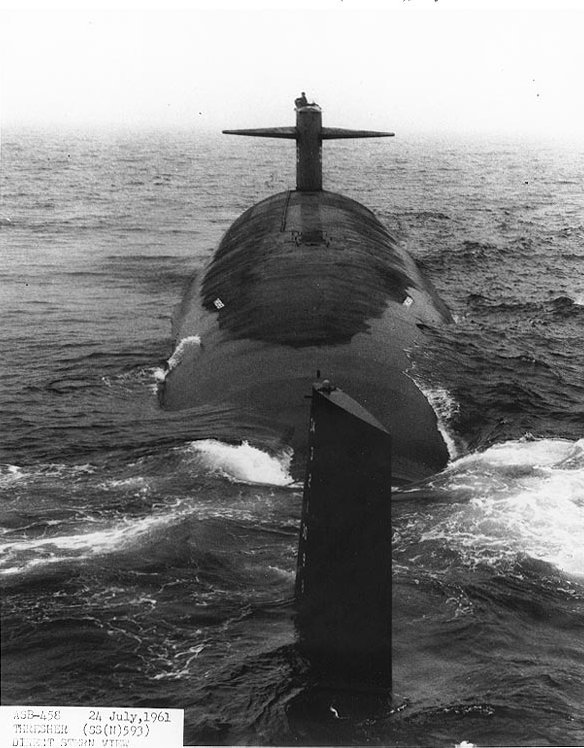
Vista da poppa del Thresher

Molti sottomarini sono andati perduti a causa di incidenti provocati da vari fattori, come errori di costruzione ed errori umani. Già a partire dagli albori si sono registrate numerose sciagure, basti pensare che l'Hunley, prima di andare perso nel corso dell'attacco contro la USS Housatonic, affondò più volte durante le prove causando ogni volta la morte di tutto l'equipaggio. Sorte analoga spettò a molte unità del primo decennio del XX secolo, tra le quali il sommergibile Nr. 6 della marina imperiale giapponese che affondò nel 1910 causando la morte di tutti i membri dell'equipaggio. Molte altre unità scomparvero nel corso dei due conflitti mondiali per cause non imputabili al fuoco nemico, e la loro sorte resta a tutt'oggi ignota.
I principali utilizzatori di sottomarini hanno considerato l'evenienza che un battello resti bloccato sul fondo con l'equipaggio intrappolato nello scafo e hanno messo a punto tecniche e sistemi per l'evacuazione. Questi comprendono sia procedure implementabili autonomamente dall'equipaggio, sia l'impiego di speciali mini-sommergibili di soccorso, come l'americano DSRV o l'italiano MSM, in grado di agganciarsi allo scafo anche a notevole profondità per trarre in salvo i superstiti.

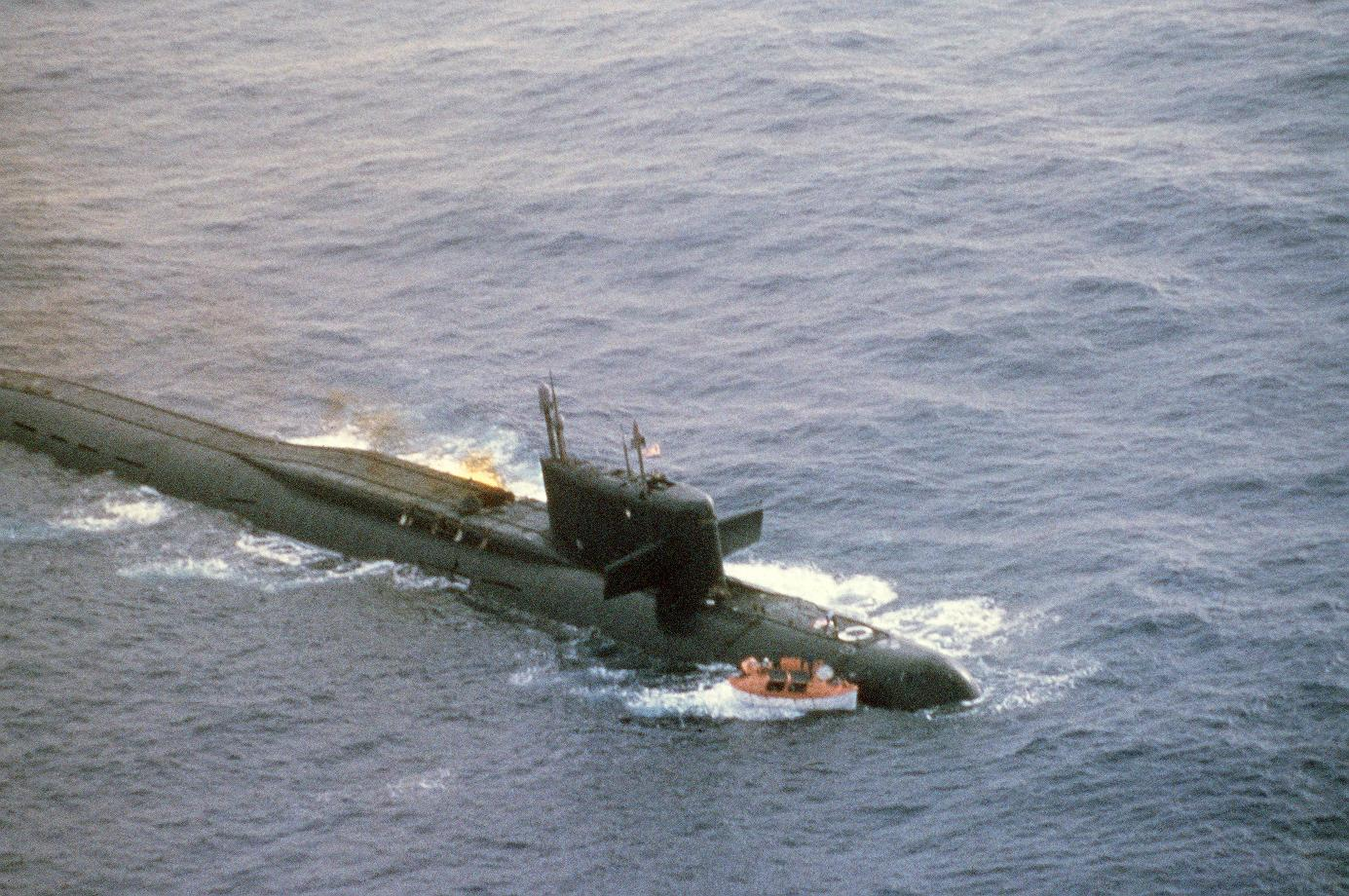
K-219 in superficie: si notino i sili danneggiati e il fumo che esce

### I francesi
Tra le unità andate perse per cause non imputabili al fuoco nemico, di cui conosciamo la sorte, spicca il Surcouf. Il sommergibile andò perso il 18 febbraio 1942 in seguito a una collisione con il mercantile americano Thomson Lykes che causò l'affondamento dell'unità e la morte di tutto l'equipaggio. Questo incidente, che costò complessivamente la vita a 130 membri dell'equipaggio, è il più grave mai registrato nella storia dei sottomarini. Anche in periodi di pace però i sottomarini si rivelarono vulnerabili alle collisioni in mare e tali incidenti sono ancora oggi relativamente frequenti. L'affinamento delle tecniche costruttive rese invece più rari gli incidenti causati da difetti di costruzione, anche se molte unità completate nel dopoguerra non erano immuni a ripetuti problemi tecnici che in alcuni casi determinarono la perdita dell'unità. È tristemente nota la serie di sciagure che interessò le unità della classe Daphné. Nel 1970 due sottomarini di questa classe, il Minerve e l'Eurydice, andarono persi a distanza di pochi mesi uno dall'altro in circostanze misteriose. Stessa sorte sarebbe toccata a una terza unità, La Flore, se non fosse stato per la prontezza dell'equipaggio che si accorse tempestivamente di una falla nello snorkel e provvide a far riemergere il battello prima che affondasse. Dopo l'episodio tutte le unità della classe furono modificate. Tuttavia nel 1972 una falla nello scafo provocò la perdita di un terzo sottomarino della classe.

### Il K-19
Le vicende del K-19, primo SSBN sovietico, sono particolarmente note nella casistica degli incidenti dei sottomarini, in quanto l'esigenza di schierare rapidamente il battello, simbolo di potenza strategica, mise in secondo piano i requisiti di sicurezza e determinò una serie funesta di avarie e malfunzionamenti. Già nel corso della sua prima missione si registrò l'avaria di una delle pompe del refrigerante del reattore nucleare, che causò la fuoriuscita di materiale radioattivo e di conseguenza la contaminazione di alcuni membri dell'equipaggio. Un'avaria al circuito di raffreddamento nel luglio del 1961 determinò il surriscaldamento incontrollato del reattore. La fusione catastrofica fu evitata grazie al sacrificio di alcuni uomini dell'equipaggio che ripararono il circuito esponendosi a dosi letali di radiazioni. Un altro incidente nel 1972 determinò un incendio che causò la morte di 28 marinai. Nonostante queste e altre disavventure, il sottomarino restò in servizio fino al 1991.

### Stati Uniti d'America
La marina americana perse in circostanze misteriose due sottomarini nucleari, l'USS Thresher e l'USS Scorpion, appartenenti rispettivamente alle classi Thresher e Skipjack. La prima scomparve il 10 aprile 1963 e la seconda il 22 maggio 1968, entrambe senza inviare nessun segnale di SOS. I relitti furono ritrovati solo dopo lunghe ricerche subacquee. Le cause delle due sciagure non sono mai state accertate ma l'ipotesi più plausibile, almeno per il Tresher, è quella dell'esplosione accidentale di uno dei siluri in dotazione.

### Altri incidenti sovietici
Sorte altrettanto misteriosa è toccata al sottomarino russo K-129, della classe Golf, che affondò nel 1968 nell'oceano Pacifico e che fu oggetto di una spettacolare quanto segreta operazione di recupero da parte statunitense, nella quale venne messa in campo una nave appositamente costruita, la Glomar Explorer, di proprietà del miliardario Howard Hughes.
Particolarmente tragici e spettacolari furono invece gli eventi che videro l'affondamento del K-219, un'unità della classe Yankee che già dal suo ingresso in servizio fu vittima di una serie di incidenti. Il K-219 andò perso il 6 ottobre 1986 in seguito a un'esplosione avvenuta due giorni prima in uno dei sedici sili nei quali erano stivati i missili balistici. L'esplosione, avvenuta in seguito a una falla che danneggiò uno dei missili e ne causò la fuoriuscita del propellente, danneggiò lo scafo in modo gravissimo e provocò un incendio che non poté essere domato anche dopo ore e che continuò fino a quando l'unità non affondò. Anche le testate nucleari del missile interessato dall'esplosione furono danneggiate e si registrò una contaminazione da plutonio. Peggio ancora, a causa dell'esplosione l'impianto di refrigeramento del reattore nucleare fu danneggiato in modo irreparabile. Si rischiò quindi di incorrere nella fusione del nocciolo, che poté essere evitata solo grazie al sacrificio dell'ufficiale addetto agli armamenti e del marinaio Sergej Anatol'evič Preminin, che riuscirono dopo numerosi tentativi a spegnere il reattore e a evitare la catastrofe, recandosi direttamente all'interno del reattore e spegnendolo manualmente. Sfortunatamente però Sergej Preminin dopo aver adempiuto al suo dovere rimase intrappolato nel reattore a causa di una depressione che rese impossibile la riapertura della botola d'accesso. Preminin morì, dopo alcuni disperati tentativi da parte dei suoi compagni di riaprire la botola, a causa delle elevatissime temperature all'interno del reattore. Per il suo sacrificio estremo Preminin ricevette l'ordine della Stella Rossa.
Ultimo grave avvenimento che causò la morte di più di un centinaio di persone e che scosse l'opinione pubblica fu l'affondamento del Kursk il 12 agosto 2000, quando in seguito all'esplosione di un siluro nel compartimento armi l'unità andò quasi completamente distrutta. Vani furono i tentativi di salvare i 23 membri dell'equipaggio sopravvissuti ma rimasti intrappolati all'interno dello scafo. Diversi tentativi da parte di unità russe e in seguito anche da parte di sommozzatori norvegesi e inglesi fallirono e i 23 superstiti morirono verosimilmente per asfissia una volta terminate le scorte di ossigeno.

## Sottomarini nella cinematografia e nella letteratura

### I sottomarini nella cinematografia
Numerosi film e serie televisive sono stati dedicati ai sottomarini, molti dei quali tratti anche da vicende realmente accadute. Molti sono inoltre i film dedicati a vicende avvenute durante la seconda guerra mondiale o che prendono spunto da esse, come il film U-Boot 96, tratto parzialmente da un best seller di Lothar-Günther Buchheim dal titolo Die Eichenlaubfahrt, che narra le vicende di un U-Boot tedesco della seconda guerra mondiale. Non mancano film che invece prendono spunto da possibili scenari contemporanei frutto della fantasia di registi e autori. Basti pensare al film Caccia a Ottobre Rosso girato nel 1990 e tratto da un romanzo di Tom Clancy con il protagonista interpretato da Sean Connery ambientato a bordo di un sottomarino sovietico della classe Typhoon modificato che tenta di fuggire negli Stati Uniti. Altro film contemporaneo frutto dell'immaginazione dei suoi produttori, è Allarme Rosso, girato nel 1995 con i protagonisti interpretati da Denzel Washington e Gene Hackman e che ha come trama l'ammutinamento di parte dell'equipaggio durante una delicata operazione militare, a causa di un ordine di lancio di missili nucleari giustamente messo in dubbio dal primo ufficiale. Tra i film più recenti e più noti che prendono spunto da vicende realmente avvenute spicca il film K-19 The Widowmaker, che narra gli eventi che videro negli anni sessanta come protagonista l'omonimo sottomarino sovietico. Ambientato invece durante la seconda guerra mondiale è il film del 2000 U-571 (USA) diretto da Jonathan Mostow e interpretato da Harvey Keitel e Matthew McConaughey.
Celebre è poi il sottomarino giallo del film a cartone animato Yellow Submarine sui Beatles, ispirato all'omonima canzone del 1966. Dal 2019 è in onda su Sky la serie Das Boot, di produzione angloamericana/tedesca, tratta dai romanzi Das Boot e Die Festung di Lothar-Günther Buchheim.

### I sottomarini nella letteratura
Molti autori hanno scritto romanzi imperniati su sottomarini o su mezzi in grado di esplorare gli abissi marini, tra i quali spicca la celeberrima opera Ventimila leghe sotto i mari di Jules Verne. Il più celebre tra tutti i romanzi ispirati a uno scenario realistico rimane sicuramente La grande fuga dell'Ottobre Rosso di Tom Clancy, dal quale è stato tratto il film Caccia a Ottobre Rosso. Un filone di romanzi basato interamente sui sottomarini è stato invece scritto da Patrick Robinson con la determinante collaborazione dell'ammiraglio inglese John "Sandy" Woodward, che comandò la forza d'attacco britannica durante la guerra delle Falkland e successivamente le forze subacquee inglesi. Questi romanzi, il primo dei quali si intitola Classe Nimitz, trattano con un elevato grado di dettaglio dei possibili scenari legati all'uso di sottomarini convenzionali e nucleari.

### Hull classification symbol
- SS: Attack Submarine (Diesel-Electric Power), sottomarino convenzionale d'attacco;
- SSN: Attack Submarine (Nuclear-Powered), sottomarino nucleare d'attacco (SNA in francese);
- SSB: Ballistic Missile Submarine (Diesel Electric Power), sottomarino lanciamissili balistici;
- SSBN: Ballistic Missile Submarine (Nuclear-Powered), sottomarino lanciamissili balistici nucleare (SNLE in francese);
- SSG: Guided Missile Submarine (Diesel-Electric Power), sottomarino lanciamissili di crociera;
- SSGN: Guided Missile Submarine (Nuclear-Powered), sottomarino lanciamissili di crociera nucleare;
- SSK: Hunter-Killer/ASW Submarine, sottomarino anti-sottomarino.